# Brüssel

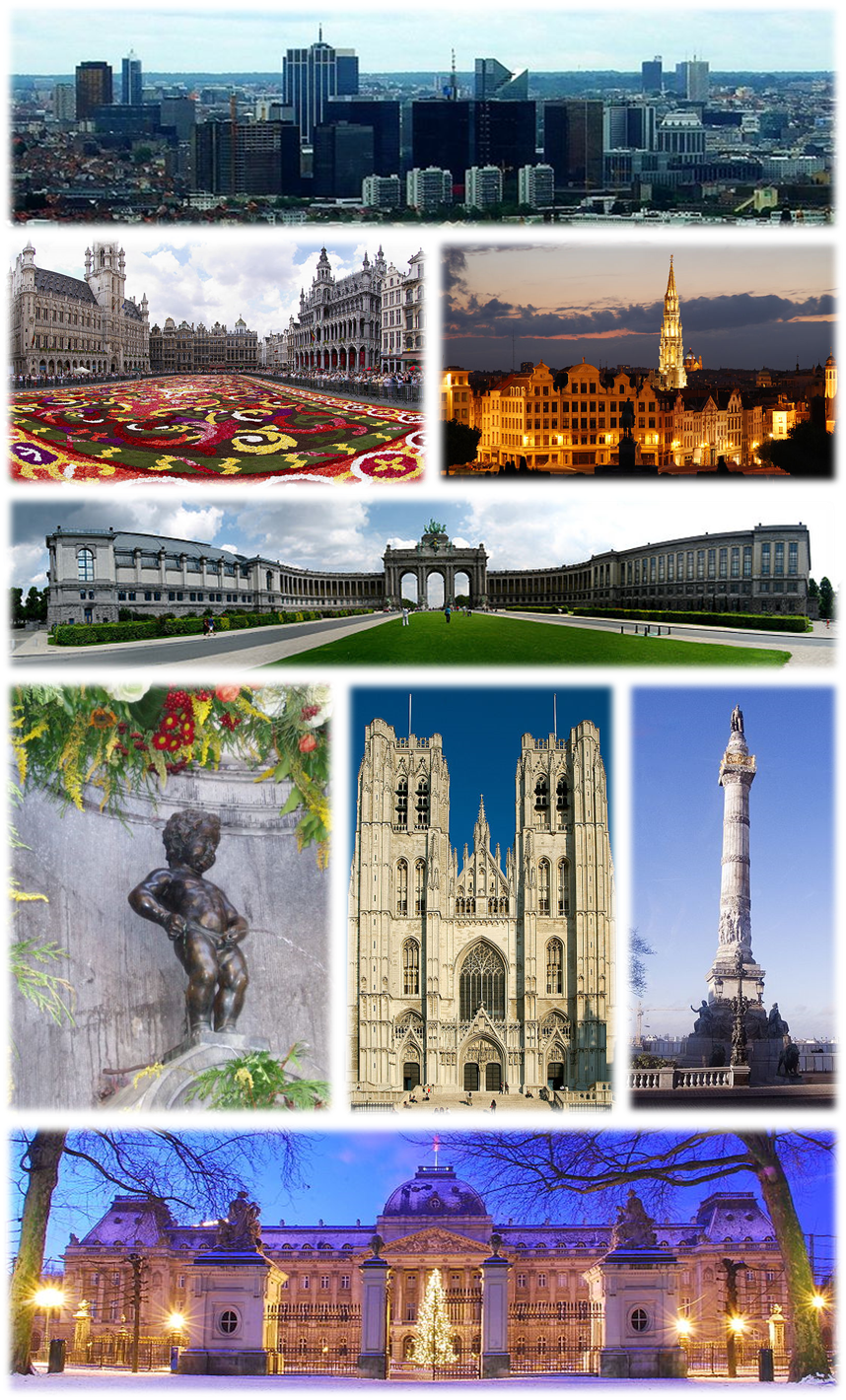
Ansichten von Brüssel, von oben nach unten:
Geschäftsviertel (Quartier Nord)
Blumenkunst am Großen Markt • Blick vom Kunstberg
Arkaden und Triumphbogen im Jubelpark
Manneken Pis • Kathedrale • Kongress-Säule
Königlicher Palast

Brüssel (französisch Bruxellesⓘ [bryˈsɛl], manchmal auch [bryˈksɛl], niederländisch Brusselⓘ [brɵsəɫ]) bezeichnet entweder die Gemeinde Stadt Brüssel (französisch Ville de Bruxelles, niederländisch Stad Brussel), das zusammenhängende Stadtgebiet der Region Brüssel-Hauptstadt (französisch Région de Bruxelles-Capitale, niederländisch Brussels Hoofdstedelijk Gewest) oder den gesamten verstädterten Ballungsraum, der auch Vororte umfasst.
Die zweisprachige Region Brüssel-Hauptstadt ist neben Flandern und der Wallonie eine von drei Regionen im föderalen belgischen Staatsaufbau. Die ist ein zusammenhängendes Stadtgebiet mit rund 1,21 Millionen Einwohnern (Stand 1. Januar 2019) und besteht aus 19 Gemeinden, die mit Stadtteilen vergleichbar sind. Sie weist mit rund 7441 Einwohnern pro Quadratkilometer eine hohe Bevölkerungsdichte auf. Sie ist daher nicht mit den weit ins Umland reichenden Metropolregionen vergleichbar, die rund um viele europäische Großstädte definiert wurden. Der Ballungsraum Brüssel ist noch einmal wesentlich größer als die Region Brüssel-Hauptstadt.
Die Stadt Brüssel ist die Haupt- und Residenzstadt des Königreichs Belgien. Sie bildet das Zentrum der Region Brüssel-Hauptstadt, ist eine ihrer 19 Gemeinden und hat etwa 190.000 Einwohner. Dort haben mehrere föderale Institutionen ihren Sitz: Die Stadt Brüssel ist Verwaltungssitz der Region Brüssel-Hauptstadt. Hier befindet sich darüber hinaus der Verwaltungssitz der Französischen Gemeinschaft Belgiens, während die Wallonische Region ihren Sitz in Namur hat. Die Organe der Region Flandern und der Flämischen (niederländischsprachigen) Gemeinschaft sind fusioniert und haben ihren Sitz ebenfalls in der Stadt Brüssel. Zudem stellt die Stadt den Hauptsitz der Europäischen Union sowie den Sitz der NATO, ferner den des ständigen Sekretariats der Benelux-Länder und von EUROCONTROL dar.
Im Jahre 996 erstmals urkundlich erwähnt und im Mittelalter zur Hauptstadt des Herzogtums Brabant aufgestiegen, wurde Brüssel mit der Unabhängigkeit Belgiens 1830 zu dessen Hauptstadt erhoben. Zusammen mit seinen umliegenden Gemeinden ist Brüssel heute als Industrie- und Handelsstadt mit zwei Universitäten, mehreren Hochschulen, Akademien, Bibliotheken, Museen und Bühnen ein bedeutendes Wirtschafts-, Wissenschafts- und Kulturzentrum sowie ein wichtiger Verkehrsknotenpunkt im Zentrum des Landes.
Der Artikel Region Brüssel-Hauptstadt behandelt vor allem die Themen Politik, Verwaltung und Sprachensituation. Weitere und übergreifende Themen werden nachfolgend behandelt.

## Geografie

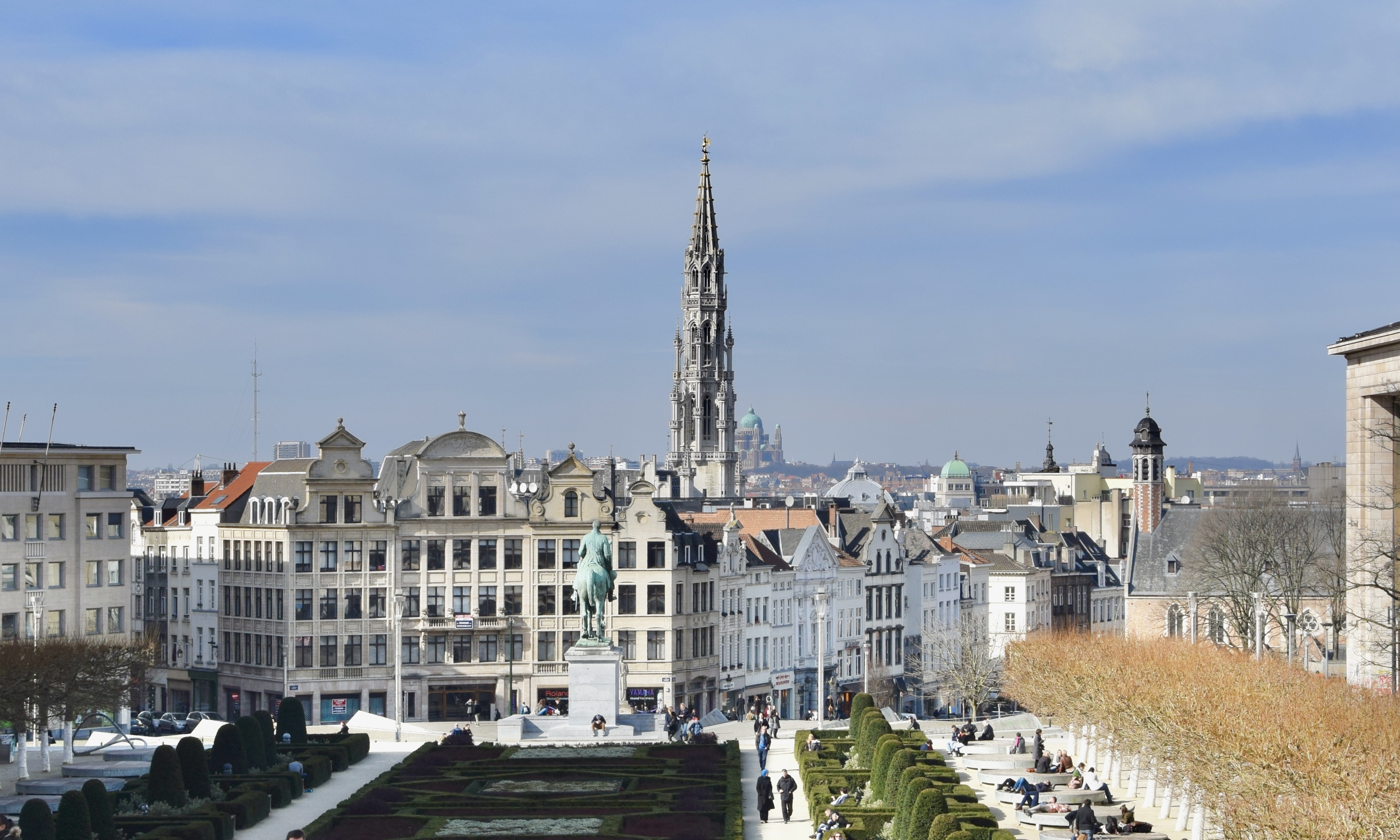
Blick vom Kunstberg nach Nordwest, in der Mitte der Turm des gotischen Rathauses

Die Stadt befindet sich recht zentral innerhalb des belgischen Staatsgebiets, eingebettet im Brüsseler Becken zwischen dem Flandrischen Tiefland und dem Brabanter Plateau auf einer Höhe zwischen 15 und 100 Metern über dem Meeresspiegel. Die Senne durchzieht die Stadt von Südwesten nach Nordosten, wo sie durch ihre großflächige Überwölbung aus dem 19. und 20. Jahrhundert nicht mehr auszumachen ist. Außerdem quert ein Schifffahrtskanal, ausgehend von Anderlecht und der westlichen Stadtgrenze mit Molenbeek-Saint-Jean/Sint-Jans-Molenbeek, das nördliche Stadtgebiet Brüssels und verbindet damit die Stadt mit Charleroi und Antwerpen.
Die Region Brüssel-Hauptstadt ist eine der drei Regionen und einer der 43 Verwaltungsbezirke Belgiens. Sie umfasst das zweisprachige Gebiet der Hauptstadt Brüssel und ist in 19 selbständige Gemeinden gegliedert. Die Stadt Brüssel, die das Stadtzentrum Brüssels umfasst, ist eine dieser 19 Gemeinden.

### Verwaltungsgliederung

Die Stadt Brüssel (rot) in der Region Brüssel-Hauptstadt

Die 19 Gemeinden der Region Brüssel-Hauptstadt

Die Stadt (rote Fläche auf der Karte links) bestand ursprünglich nur aus dem Stadtkern von Brüssel, auch Pentagon aufgrund seiner fünfeckigen Form genannt. Ihr wurden 1921 die zuvor selbständigen Gemeinden Haren, Laken und Neder-Over-Heembeek eingegliedert. Heutzutage kann man die Stadt Brüssel in sechs Teile aufteilen: das Pentagon, Laken, Neder-Over-Heembeek, Haren, die Südachse Louise/Louiza-Roosevelt, welche die Hauptstadtregions-Gemeinde Ixelles/Elsene durchtrennt, und das Europaviertel.
Die Region Brüssel-Hauptstadt ist in 19 selbständige Gemeinden gegliedert (siehe Karte rechts), die jedoch ein zusammenhängendes Stadtgebiet bilden. Die Gemeinden haben bis heute ein hohes Maß an politischer Eigenständigkeit bewahrt. In puncto Lebensqualität und Wohncharakter unterscheiden sich die Hauptstadtgemeinden teils sehr stark voneinander. So gelten die südöstlichen und östlichen Gemeinden der Region Brüssel-Hauptstadt, unter anderem aufgrund ihrer Nähe zum Erholungsgebiet Zonienwald, allgemein als bevorzugte Wohngegenden. Insbesondere zentrumsnahe Gemeinden wie Molenbeek, Anderlecht, Schaarbeek, Sint-Joost-ten-Node und Sint-Gillis werden dagegen eher von den Armen bewohnt und vermitteln teilweise einen heruntergekommenen Eindruck.
Der Unterschied zwischen der Stadt Brüssel und der Region Brüssel-Hauptstadt erinnert an jenen zwischen City of London und Greater London – allerdings nicht im Hinblick auf die Größenverhältnisse. Die Stadt Brüssel hat einen vergleichsweise hohen Flächenanteil von etwa 20 % an der Region Brüssel, während der Anteil der City of London an der Fläche von Greater London weniger als 0,2 % beträgt.

### Ausdehnung und Agglomeration

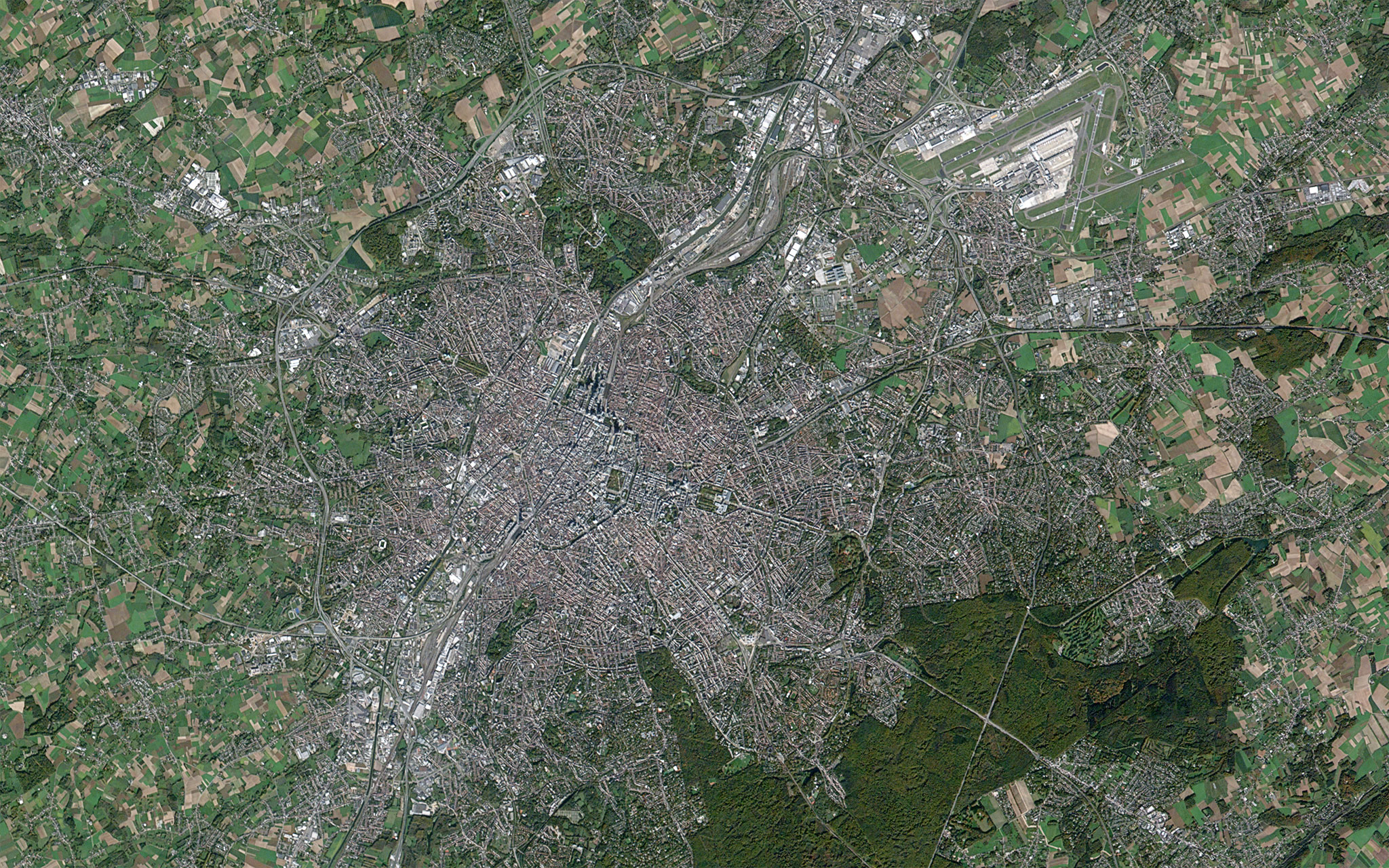
Satellitenfoto des Großraums Brüssel. Der Flughafen Brüssel-Zaventem (dreieckige Anlage rechts oben) ist 12 Kilometer vom Zentrum entfernt und liegt bereits außerhalb der Region Brüssel-Hauptstadt.

Das Gemeindegebiet der Stadt umfasst 32 km², die Hauptstadtregion hingegen 161 km². Auf der Fläche dieser Gebietskörperschaft leben 1.175.000 Menschen (Stand: 1. Januar 2016), das sind 7298 Einwohner pro Quadratkilometer, mehr als in jeder deutschen Großstadt (die größte Dichte hat München mit 4668 Einwohnern pro Quadratkilometer). Die Siedlungsfläche der Brüsseler Agglomeration im geografischen Sinne erstreckt sich über die Regionsgrenzen hinweg in Gemeinden der umgebenden Region Flandern. Die durch belgische Behörden noch nicht definierte Metropolregion (siehe unten) ist noch wesentlich größer und erstreckt sich auch in die Region Wallonien.
Die Metropolregion kann in unterschiedlicher Weise verstanden werden. Erstens gibt es die operationalisierte Agglomeration (geoperationaliseerde agglomeratie) mit 1.451.047 Einwohnern. Zusammen mit der Banlieue (wörtlich „Bannmeile“, „Vorstädte“) sind es 1.831.496 Einwohner und mit dem Pendler-Einzugsgebiet (forensenwoonzone) ergibt sich eine Population von 2.676.701 Einwohnern und mehr.
Die Gliederung der städtischen Siedlungsfläche in 19 Gemeinden rührt daher, dass man mit dem im mittleren Drittel des 19. Jahrhunderts beginnenden rapiden Bevölkerungswachstum anders umging als in deutschen Städten. Hauptstadtrolle und Industrialisierung förderten die Zuwanderung und damit die Verstädterung der vorher ländlichen Umlandgemeinden. Ein großer Teil der Zuwanderer kam aus der Wallonie und Nordfrankreich, was auch das Sprachgefüge der vorher flämischen Orte veränderte. Anders als 1920 in Berlin wurden nur wenige der zu Städten angewachsenen Dörfer in die Hauptstadt eingemeindet. Die wenigen Ausnahmen kamen auf königlichen Erlass zustande und betrafen vorrangig Schlossparks, Verwaltungsareale und andere Bereiche für repräsentative hauptstädtische Bauten. So besteht die Stadtgemeinde Brüssel heute aus dem von den Linien der 1356 und 1383 errichteten äußeren Stadtbefestigung vorgegebenen „Pentagon“ und mehreren Ausläufern, die teilweise schmal und lang bis an den Rand der Hauptstadtregion reichen. Die 18 verbliebenen Nachbargemeinden behielten zwar ihre kommunale Eigenständigkeit, gaben aber, ebenso wie Brüssel selber, Kompetenzen an die 1971 institutionalisierte Agglomeration ab. Im Jahre 1989 ging aus der Agglomeration die Region Brüssel-Hauptstadt hervor und übernahm einen großen Teil der kommunalen Aufgaben und Befugnisse.
Die europäische Statistikbehörde Eurostat stellt die Hauptstadtregion als „City“ auf eine Ebene mit den großen Stadtgemeinden und betrachtet somit Brüssel als Millionenstadt.
Für die Metropolregion Brüssel, die von belgischen Behörden eigentlich noch nicht definiert wurde, berechnete Eurostat eine Fläche von 3823 Quadratkilometern und für 2012 eine Bevölkerung von 2.922.678 Einwohnern, also 759 Einwohner pro Quadratkilometer. Zum Vergleich: Die Hauptstadtregion hat eine Fläche von 161,38 Quadratkilometern mit 1.175.000 Einwohnern (Stand: Januar 2016), also 7298 Einwohner pro Quadratkilometer.

### Bevölkerung
Die demographischen Verhältnisse der Region Brüssel-Hauptstadt sind äußerst heterogen. Insbesondere der Bevölkerungsanteil mit Migrationshintergrund ist je nach Gemeinde unterschiedlich. Mit 98 % hat Saint-Josse-ten-Noode den höchsten Anteil an Allochthonen aufzuweisen, gefolgt von Saint-Gilles (81 %), Schaerbeek und Molenbeek-Saint-Jean (beide jeweils 74 %). Die beiden Außengemeinden Ganshoren und Watermaal-Bosvoorde haben mit jeweils 24 % den geringsten Allochthonenanteil. Insgesamt hat Brüssel mit 57 % (nach NPDATA) einen für europäische Verhältnisse sehr hohen Anteil an allochthoner Bevölkerung.
Mit Stand 1. Januar 2025 lag der Ausländeranteil an der Gesamtbevölkerung von Brüssel und der dazugehörigen Region laut dem Belgischen Statistikamt (Statbel) bei 37,2 %. Der Anteil der belgischen Staatsbürger mit belgischer Abstammung in Brüssel und ihrer Region liegt Stand Januar 2025 bei 22,0 %. Zur gleichen Zeit betrug der Anteil der belgischen Staatsbürger in Brüssel mit einer ausländischen Herkunft 40,8 %. Laut Statbel waren im Jahr 2020, unter Berücksichtigung der Geburtsnationalität der Eltern, 74,3 % der Bevölkerung der Region Brüssel-Hauptstadt ausländischer und 41,8 % nichteuropäischer Herkunft (davon 28,7 % afrikanischer Herkunft). Unter den unter 18-Jährigen waren 88 % ausländischer und 57 % nichteuropäischer Herkunft (davon 42,4 % afrikanischer Herkunft).
Die niederländischsprachige Minderheit wohnt vor allem in den nördlichen und westlichen Gemeinden der Region Brüssel-Hauptstadt und macht dort einen Anteil von ca. 15 % an der örtlichen Bevölkerung aus, in den Südbezirken sinkt ihr Anteil auf unter 10 %.
| Bevölkerungsentwicklung von Brüssel-Hauptstadt | Bevölkerungsentwicklung von Brüssel-Hauptstadt | Bevölkerungsentwicklung von Brüssel-Hauptstadt | Bevölkerungsentwicklung von Brüssel-Hauptstadt | Bevölkerungsentwicklung von Brüssel-Hauptstadt | Bevölkerungsentwicklung von Brüssel-Hauptstadt | Bevölkerungsentwicklung von Brüssel-Hauptstadt |
| 1990                                           | 1995                                           | 2000                                           | 2005                                           | 2010                                           | 2015                                           | 2020                                           |
| ---------------------------------------------- | ---------------------------------------------- | ---------------------------------------------- | ---------------------------------------------- | ---------------------------------------------- | ---------------------------------------------- | ---------------------------------------------- |
| 964.385                                        | 951.546                                        | 959.318                                        | 1.006.749                                      | 1.089.538                                      | 1.175.173                                      | 1.218.255                                      |

## Klima
Brüssel liegt mit seiner Vollhumidität in der kühlgemäßigten Klimazone mit Seeklima.
Aufgrund der Lage der Stadt in relativer Küstennähe steht die Stadt unter dem Richtung Binnenland schwächer werdenden Einfluss von Meeresluftmassen, welche geringere Temperaturschwankungen im Jahresverlauf bewirken. In Brüssel ist der Juli mit einer Durchschnittstemperatur von 18,7 °C der wärmste, der Januar mit 3,7 °C der kälteste Monat. Die jährliche Durchschnittstemperatur liegt bei etwa 11,0 °C. Die mittlere Sonnenscheindauer liegt bei rund 1603,7 Stunden im Jahr. Die durchschnittlichen Maximaltemperaturen liegen im Juli bei etwa 23,2 °C, das mittlere Minimum bei rund 14,1 °C. Im Januar liegt das mittlere Maximum bei rund 6,1 °C, die durchschnittlichen Minimaltemperaturen bei ungefähr 1,4 °C.
Die Niederschlagsmengen im Bereich Brüssel bewirken einen humiden Jahresverlauf, wobei im Dezember mit etwa 87,4 mm Niederschlagshöhe die meisten Niederschläge fallen. Die mittlere Niederschlagsmenge in Brüssel beträgt pro Jahr rund 837,1 mm. Die Anzahl der Regentage liegt bei rund 189,8 Tagen. Die durchschnittliche Anzahl an Frosttagen liegt bei rund 39,4 Tagen. Schnee ist im Winter eher selten.
|                        | Jan  | Feb  | Mär  | Apr  | Mai  | Jun  | Jul  | Aug  | Sep  | Okt  | Nov  | Dez  |   |       |
| Mittl. Temperatur (°C) | 3,7  | 4,2  | 7,1  | 10,4 | 13,9 | 16,7 | 18,7 | 18,4 | 15,2 | 11,3 | 7,2  | 4,3  | ⌀ | 11    |
| Mittl. Tagesmax. (°C)  | 6,1  | 7,1  | 10,9 | 15,0 | 18,4 | 21,2 | 23,2 | 23,0 | 19,5 | 14,9 | 9,9  | 6,6  | ⌀ | 14,7  |
| Mittl. Tagesmin. (°C)  | 1,4  | 1,5  | 3,5  | 6,0  | 9,2  | 12,0 | 14,1 | 13,9 | 11,3 | 8,1  | 4,6  | 2,1  | ⌀ | 7,3   |
|                        |      |      |      |      |      |      |      |      |      |      |      |      |   |       |
| Niederschlag (mm)      | 75,5 | 65,1 | 59,3 | 46,7 | 59,7 | 70,8 | 76,9 | 86,5 | 65,3 | 67,8 | 76,2 | 87,4 | Σ | 837,2 |
|                        |      |      |      |      |      |      |      |      |      |      |      |      |   |       |
| Sonnenstunden (h/d)    | 1,9  | 2,6  | 4,1  | 5,7  | 6,4  | 6,6  | 6,6  | 6,2  | 5,1  | 3,6  | 2,2  | 1,6  | ⌀ | 4,4   |
|                        |      |      |      |      |      |      |      |      |      |      |      |      |   |       |
| Regentage (d)          | 18,9 | 16,9 | 15,7 | 13,1 | 14,7 | 14,1 | 14,3 | 14,3 | 14,1 | 16,1 | 18,3 | 19,4 | Σ | 189,9 |
|                        |      |      |      |      |      |      |      |      |      |      |      |      |   |       |
| Luftfeuchtigkeit (%)   | 84,1 | 80,6 | 74,8 | 69,2 | 70,2 | 71,3 | 71,5 | 72,4 | 76,8 | 81,5 | 85,1 | 85,6 | ⌀ | 76,9  |

| 1,4 |

| 1,5 |

| 3,5 |

| 6,0 |

| 9,2 |

| 12,0 |

| 14,1 |

| 13,9 |

| 11,3 |

| 8,1 |

| 4,6 |

| 2,1 |

| 1,4 |

| 1,5 |

| 3,5 |

| 6,0 |

| 9,2 |

| 12,0 |

| 14,1 |

| 13,9 |

| 11,3 |

| 8,1 |

| 4,6 |

| 2,1 |

|                        | Jan  | Feb  | Mär  | Apr  | Mai  | Jun  | Jul  | Aug  | Sep  | Okt  | Nov  | Dez  |   |       |
| Mittl. Temperatur (°C) | 2,5  | 3,2  | 5,7  | 8,7  | 12,7 | 15,5 | 17,1 | 17,0 | 14,4 | 10,8 | 6,0  | 3,4  | ⌀ | 9,8   |
| Mittl. Tagesmax. (°C)  | 4,8  | 6,2  | 9,1  | 12,8 | 17,4 | 20,0 | 21,8 | 21,7 | 18,8 | 14,6 | 8,8  | 5,7  | ⌀ | 13,5  |
| Mittl. Tagesmin. (°C)  | 0,2  | 0,5  | 2,3  | 4,5  | 8,1  | 11,0 | 12,7 | 12,6 | 10,4 | 7,5  | 3,4  | 1,2  | ⌀ | 6,2   |
|                        |      |      |      |      |      |      |      |      |      |      |      |      |   |       |
| Niederschlag (mm)      | 66,9 | 53,7 | 73,3 | 57,2 | 70,3 | 78,2 | 75,0 | 62,7 | 58,7 | 70,8 | 78,3 | 76,1 | Σ | 821,2 |
|                        |      |      |      |      |      |      |      |      |      |      |      |      |   |       |
| Sonnenstunden (h/d)    | 1,6  | 2,8  | 3,6  | 4,9  | 6,1  | 6,1  | 6,0  | 5,9  | 5,0  | 3,8  | 2,3  | 1,5  | ⌀ | 4,1   |
|                        |      |      |      |      |      |      |      |      |      |      |      |      |   |       |
| Regentage (d)          | 21,0 | 15,9 | 19,4 | 18,4 | 18,3 | 16,5 | 15,8 | 16,5 | 15,9 | 17,0 | 19,7 | 20,0 | Σ | 214,4 |
|                        |      |      |      |      |      |      |      |      |      |      |      |      |   |       |
| Luftfeuchtigkeit (%)   | 84,0 | 80,1 | 77,9 | 74,0 | 73,5 | 75,0 | 75,7 | 76,1 | 79,9 | 82,7 | 84,6 | 84,9 | ⌀ | 79    |

| 0,2 |

| 0,5 |

| 2,3 |

| 4,5 |

| 8,1 |

| 11,0 |

| 12,7 |

| 12,6 |

| 10,4 |

| 7,5 |

| 3,4 |

| 1,2 |

| 0,2 |

| 0,5 |

| 2,3 |

| 4,5 |

| 8,1 |

| 11,0 |

| 12,7 |

| 12,6 |

| 10,4 |

| 7,5 |

| 3,4 |

| 1,2 |

## Geschichte

### Anfänge
Der Name Brüssel setzt sich aus den Wortbestandteilen bruk und sel[la] zusammen. Der erste Namensbestandteil wird mit altniederländisch bruoc bzw. neuniederländisch broek („Sumpf“, „Bruch“) erklärt, während der zweite Teil aus dem altniederländischen sella („Sitz“, „Wohnort“) abgeleitet ist. Der Name bedeutet demnach „Wohnort im Sumpf“, wie dies auch für die deutsche Stadt Bruchsal und die nordfranzösische Gemeinde Broxeele (niederländisch: Broksele) zutrifft. Eine ältere Erklärung, wonach der Name aus brug („Brücke“) und einer Verballhornung des Flussnamens Senne zusammengesetzt sei, wird in neuerer Zeit nicht mehr angenommen. Das k bzw. g im Auslaut wurde mit dem s im Anlaut zu einem x in der späteren französischen Form Bruxelles.

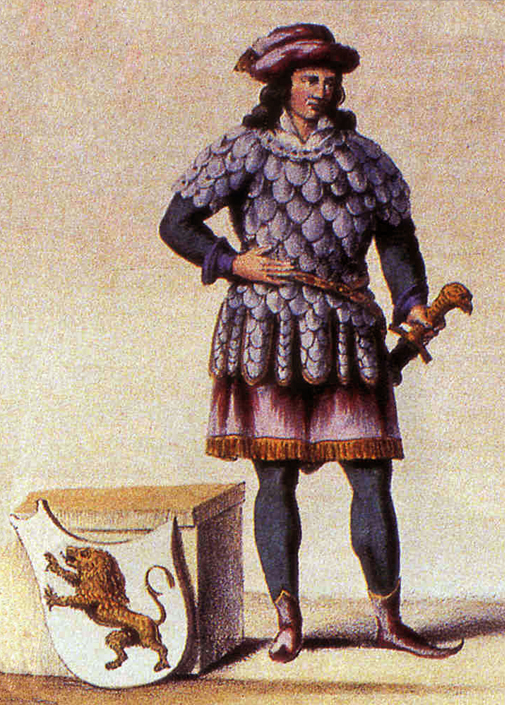
Karl von Niederlothringen gilt als Gründer der Stadt Brüssel.

Der Legende nach wurde im 7. Jahrhundert durch den heiligen Goorik an der Stelle der heutigen Stiftskirche eine dem Heiligen Michael geweihte Kapelle gegründet. Eine Handschrift aus dem Jahre 695 berichtet, dass Bischof Vindicianus (620–712) von Cambrai krank in Brosella darnieder lag. In einer Urkunde Ottos des Großen aus dem Jahr 966 wird der Ort Bruocsella erwähnt. 977 bis 979 errichtete Karl von Niederlothringen eine Burg auf einer Insel im Flüsschen Senne und die Sankt-Gudula-Kapelle auf dem Treurenberg. Die Burg wird an der Stelle des heutigen Sankt-Goriks-Platzes vermutet und wurde Sitz der Grafschaft Brüssel, damals eine der vier Grafschaften des Gaues Brabant. Burg und Kapelle waren Ausgangspunkte für die Entstehung einer größeren Siedlung. Archäologische Spuren aus dieser Zeit wurden jedoch bisher nicht gefunden.

### Aufstieg zur Hauptstadt Brabants
Mit der Gründung des Domkapitels im Jahre 1047 wurde Sankt Gudula zur Stiftskirche. Im Hochmittelalter nahm Brüssel entscheidenden Aufschwung. Unter der Herrschaft Herzog Heinrichs I. (1190–1235) von Brabant wurde 1225 begonnen, die alte romanische Stiftskirche durch die heutige gotische Basilika zu ersetzen. Im Jahre 1229 verlieh er dem Ort das Stadtrecht, woraufhin der erste, 4 km lange Mauerring gebaut wurde, der außer der Handwerkersiedlung um den Grote Markt auch die Basilika umschloss und das herzogliche Schloss auf dem Koudenberg. Mehrere Türme und Mauerabschnitte wurden im 20. Jahrhundert wieder freigelegt, nachdem sie jahrhundertelang umbaut gewesen waren. Die Städte Brabants genossen große Privilegien und waren über ein Ständeparlament an allen politischen Entscheidungen des Herzogtums beteiligt.
Nachdem Johann III. von Brabant bei seinem Tod 1356 drei Töchter, aber keinen Sohn hinterlassen hatte, beanspruchte im Brabanter Erbfolgekrieg Graf Ludwig II. von Flandern die Stadt. Herzogin Johanna konnte ihre Hauptstadt nicht halten und musste sie einer flandrischen Garnison überlassen. Der Brüsseler Bürger Everard t’Serclaes vertrieb die flandrischen Truppen im Handstreich. Der alte Mauerring hatte sich im Erbfolgekrieg als zu schwach erwiesen und war zudem für die wachsende Bevölkerung zu eng geworden. Daraufhin wurde zwischen 1356 und 1383 unter der Herrschaft Johannas und ihres zweiten Gatten Wenzel von Luxemburg eine 8 km lange neue Stadtbefestigung angelegt. Ihr Verlauf ist weitgehend in den Boulevards des kleinen Rings zu erkennen, die teilweise die Grenze der Stadt Brüssel zu ihren Nachbargemeinden innerhalb der Hauptstadtregion bilden. Herausragendes Bauwerk dieser Befestigung und das letzte verbliebene Stadttor ist die heute als Museum genutzte Porte de Hal bzw. Hallepoort („Hallesches Tor“) ganz im Süden.

### Burgunder und Habsburger

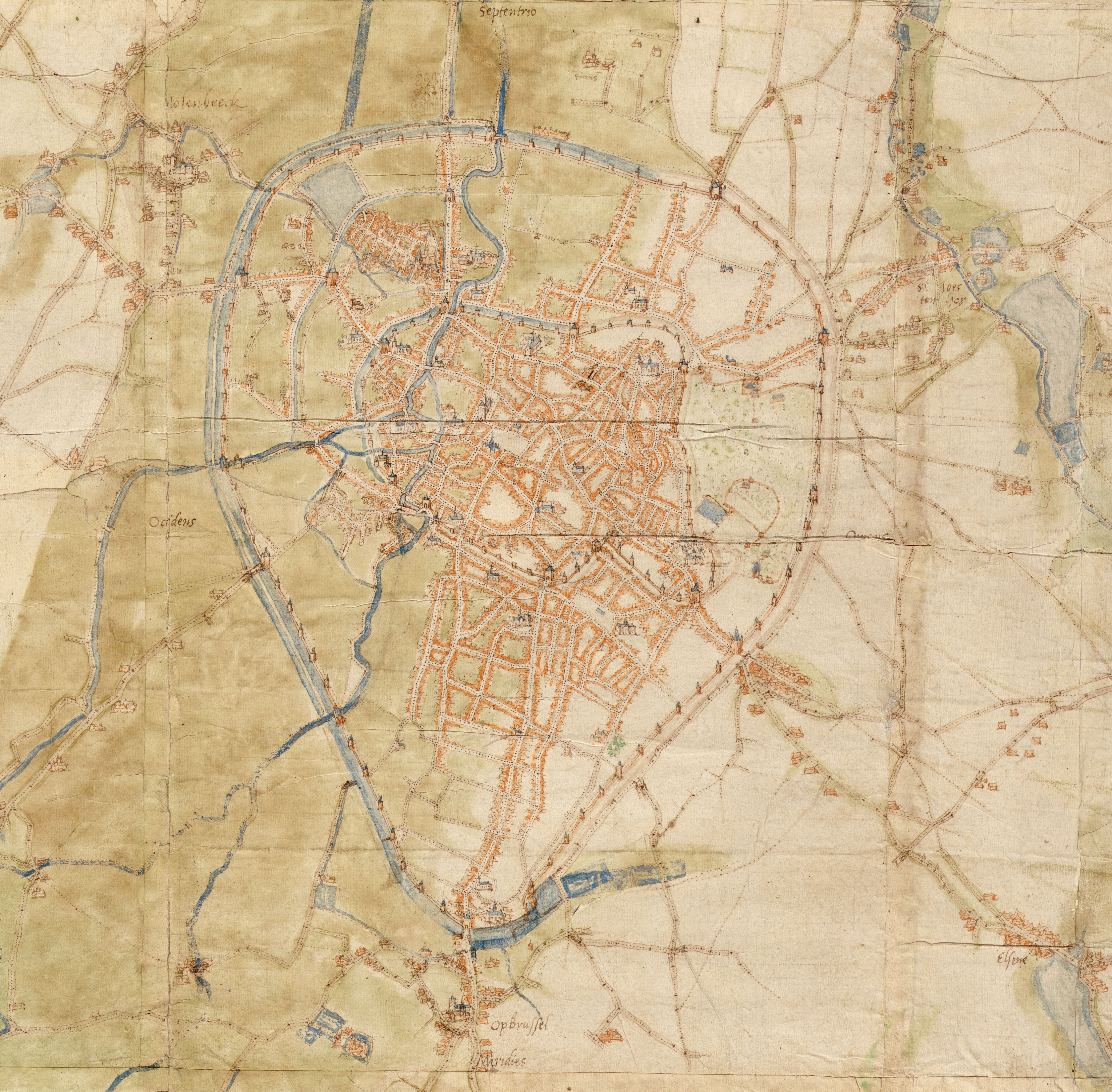
Stadtkarte von Jacob van Deventer, 1555

Ab 1420 entstanden das Rathaus und die ersten Zunfthäuser am Großen Markt. 1430 erbte Philipp der Gute, Herzog von Burgund, das Herzogtum Brabant. Er machte Brüssel zur Hauptstadt seines Burgunderreiches. Die Stadt blühte in dieser Zeit wirtschaftlich auf. Bildhauer, Teppichwirker und Goldschmiede fanden ihr Auskommen. Künstler wie Rogier van der Weyden (ebenso wie im 16. Jahrhundert Pieter Brueghel der Ältere) ließen sich in der Stadt nieder. Die Enkelin Philipps des Guten, Maria von Burgund, heiratete 1477 Maximilian von Habsburg, den späteren (ab 1508) Kaiser des Heiligen Römischen Reichs. Dadurch kam Brabant unter die Herrschaft des Habsburgerreiches. Nach einer kurzen Unterbrechung durch Margarete von Österreich, welche die Residenz nach Mechelen verlegte, wurde Brüssel nach 1531 erneut Hauptstadt von Burgund.
Im Augustinerorden fand die Reformation schon früh Anhänger sowohl in Antwerpen als auch in Brüssel. Aber bereits 1522 ließ die habsburgische Regentin erstmals Evangelische verhaften, 1523 wurden die beiden Augustinermönche Johannes van Esschen und Hendrik Vos nach ihrer Verurteilung durch die Inquisition hier verbrannt. Das war der Beginn der Verfolgung der Protestanten in den südlichen Niederlanden. Diese erste Verfolgungswelle führte zur Flucht von etwa 40.000 Personen nach Amsterdam und Emden. Von 1544 bis 1648 folgten ungefähr 60.000 evangelisch gewordene Wallonen, die ebenfalls in die nördlichen Niederlande gingen. Ab 1680 flüchteten nochmals etwa 100.000 Flamen in die nördliche Niederlande, um ihren protestantischen Glauben frei ausüben zu können.
Nach dem Tode Karls V. wurde unter seinem Sohn Philipp II. der größere Teil des heutigen Belgiens mit Brüssel Bestandteil der Spanischen Niederlande. Unter Philipp II. kam es zu Erhebungen gegen die spanische Herrschaft, unter anderem zu den Aufständen der Grafen von Hoorn und von Egmont. Mit der Hinrichtung der beiden Adligen auf dem Großen Marktplatz zu Brüssel wurden die Aufstände 1568 blutig niedergeschlagen. Infolge des gescheiterten Aufstandes kam es 1578–1579 zur Gründung der Union von Utrecht, der Keimzelle der späteren unabhängigen nördlichen Niederlande, welche die spanische Herrschaft bis 1648 abwarfen und aus dem Heiligen Römischen Reich ausschieden. Unter dem zu trauriger Berühmtheit gelangten spanischen Statthalter Fernando Álvarez de Toledo, dem Herzog von Alba, wurden die Protestanten mit allen Mitteln verfolgt. Der Exodus eines bedeutenden Teiles der wirtschaftlichen und geistigen Elite Brabants, vorwiegend nach Amsterdam, bewirkte den wirtschaftlichen Abstieg der Region und beflügelte den Aufstieg Hollands, das bis dahin hinter Flandern und Brabant stets zurückgestanden hatte.

### Nach dem Achtzigjährigen Krieg
Infolge des Achtzigjährigen Krieges und des Westfälischen Friedens von 1648 wurden die nördlichen Niederlande unabhängig, während die südlichen Niederlande und damit Brüssel unter spanischer Herrschaft blieben. In der zweiten Hälfte des 17. Jahrhunderts kämpfte Frankreich unter Ludwig XIV. um die Vormachtstellung in Europa. Die Truppen Ludwigs XIV. eroberten Westflandern und den Hennegau.
Brüssels Großer Markt wurde 1695 drei Tage lang mit Kanonen bombardiert und fast völlig zerstört. Im Frieden von Rijswijk 1697 musste Frankreich die niederländischen Gebiete wieder abtreten. Infolge des Spanischen Erbfolgekrieges 1701–1714 erlangte der österreichischen Zweig des Hauses Habsburg die Herrschaft über die südlichen Niederlande und damit über Brüssel. 1746 wurde Brüssel infolge des Österreichischen Erbfolgekrieges nach der Belagerung von Brüssel vom in französischen Diensten stehenden Feldherren Moritz von Sachsen eingenommen. Brüssel blieb bis zum Frieden von Aachen 1748 in französischer Hand. Im Januar 1749 verließen die Franzosen die Stadt wieder und gaben sie an Österreich zurück.

### Zeit der Revolutionen

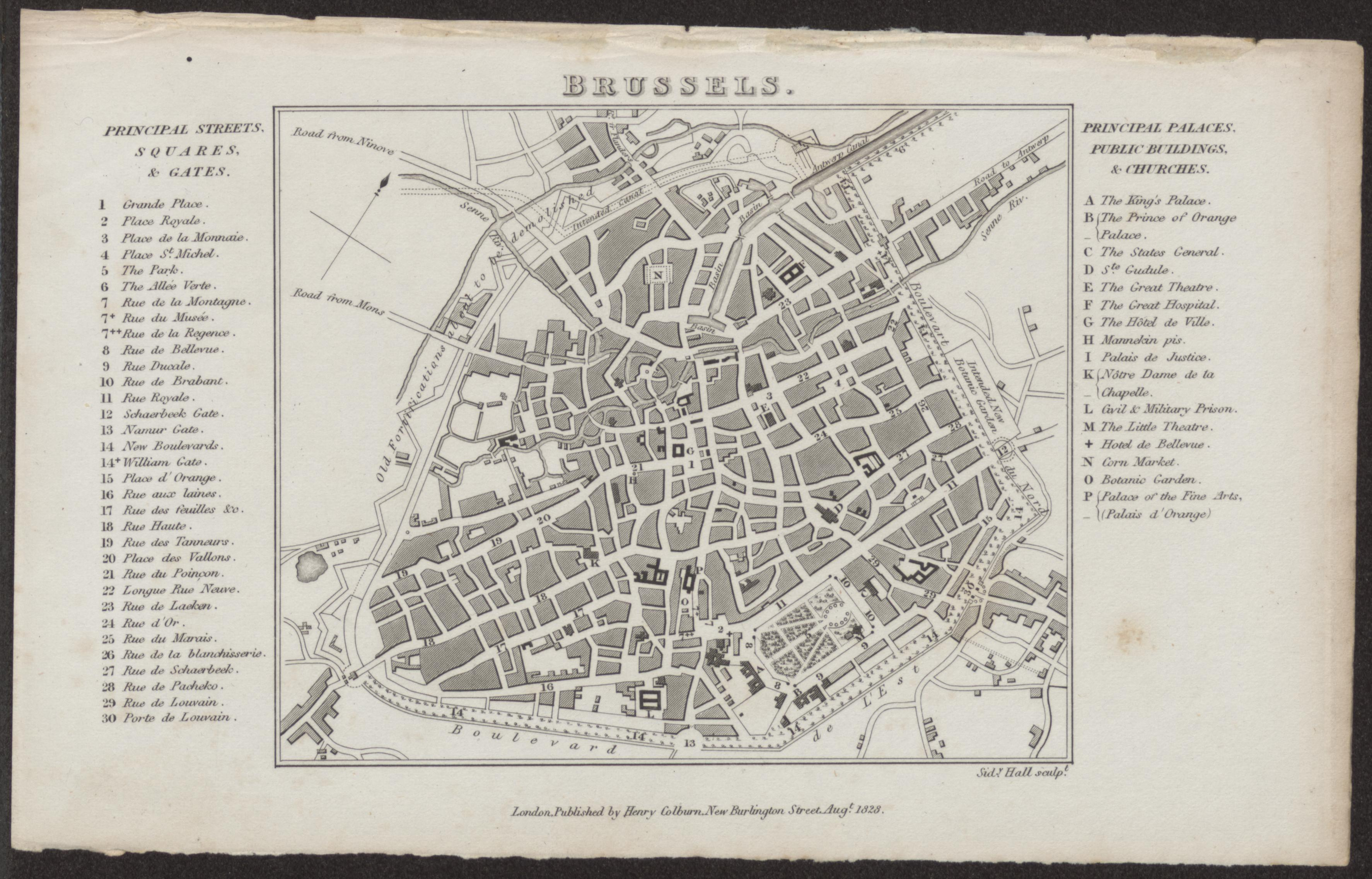
Sidney Hall: Brussels, Stadtplan von 1829

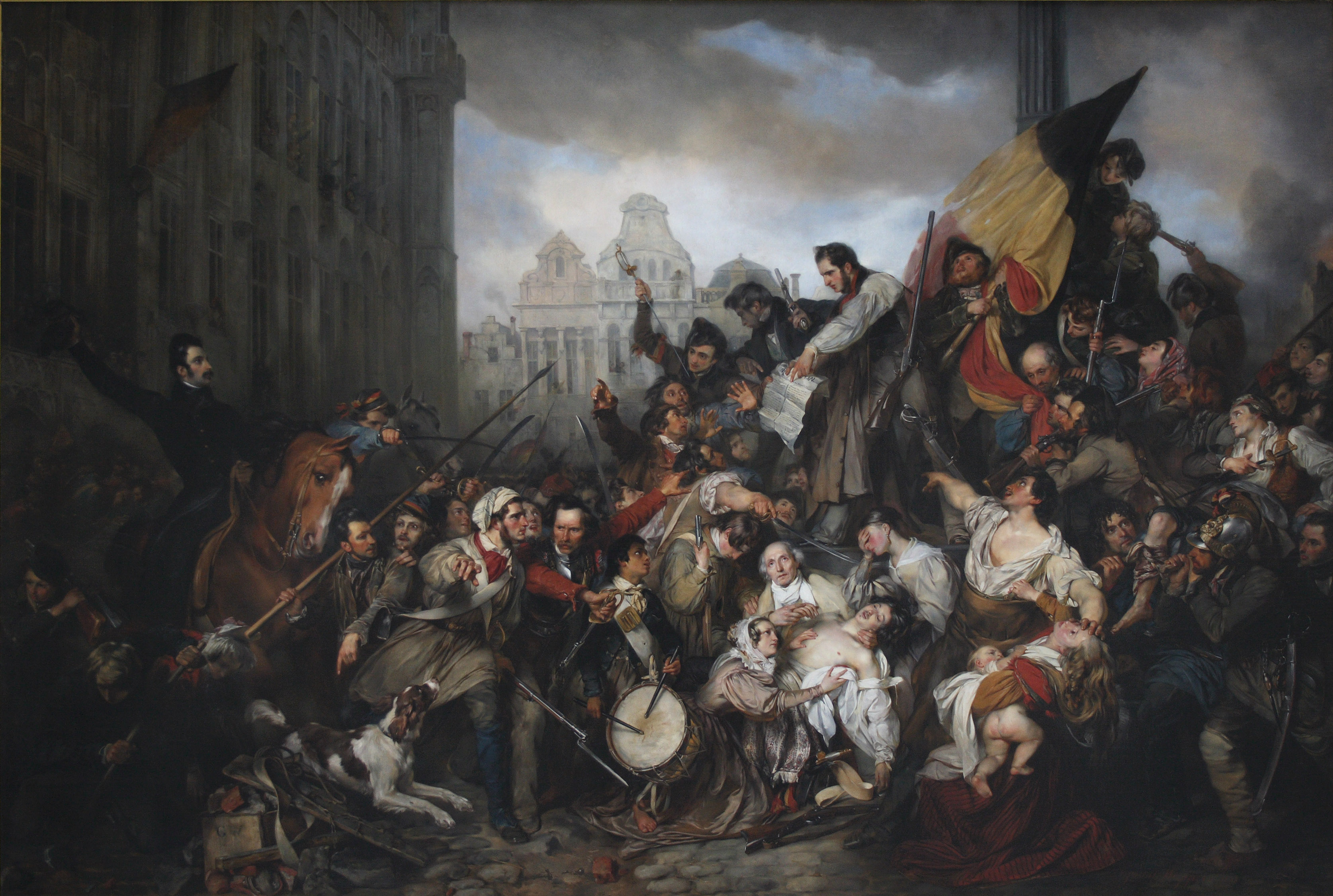
Gustave Wappers: Szene aus den Septembertagen von 1830, Zeitgenössisches Historienbild von 1835 (Nationalmuseum Brüssel)

Aus Unwillen über die Reformen Josephs II., der einen aufgeklärten Absolutismus verfocht und zum Zwecke der Zentralisierung seiner Territorien zum Einheitsstaat mit Hochdeutsch als Staatssprache die althergebrachten Privilegien der Länder seines Herrschaftsgebietes abschaffen wollte, brach im Oktober 1789 die Brabanter Revolution aus. Sie mündete im Dezember desselben Jahres in die knapp ein Jahr währende Unabhängigkeit der Vereinigten Belgischen Staaten. Josephs Herrschaft über Brüssel währte danach noch bis zum Jahr 1794, in dem französische Revolutionstruppen das Land eroberten. Die französische Herrschaft endete 1815 mit der Niederlage Napoleons auf dem Schlachtfeld von Waterloo, das sich unmittelbar südlich der heutigen Region Brüssel-Hauptstadt befindet. Im Wiener Kongress von 1814 bis 1815 wurden die südlichen Niederlande mit den nördlichen Niederlanden unter Wilhelm I. von Oranien vereinigt. Doch infolge der divergenten politischen und kulturellen Entwicklung im Laufe der Geschichte waren Konflikte zwischen den beiden Landesteilen von vornherein angelegt.
Der französischsprachige und hauptsächlich katholische Süden fühlte sich gegenüber dem protestantischen Norden in Politik, Unterricht und Wirtschaft benachteiligt. Die Belgische Revolution führte 1830 zur Abspaltung aus dem Vereinigten Königreich der Niederlande und zur endgültigen Gründung eines belgischen Staates. Da die Großmächte England, Preußen, Österreich und Russland ein Interesse daran hatten, den Konflikt friedlich beizulegen, um einer möglichen Einflussnahme und damit einem Wiedererstarken Frankreichs entgegenzuwirken, bestätigten sie auf der Konferenz von London die Unabhängigkeit des neuen Königreichs. Brüssel wurde Hauptstadt Belgiens und Leopold I. von Sachsen-Coburg der erste König einer neuen konstitutionellen Monarchie.

### Das moderne Brüssel seit dem 19. Jahrhundert

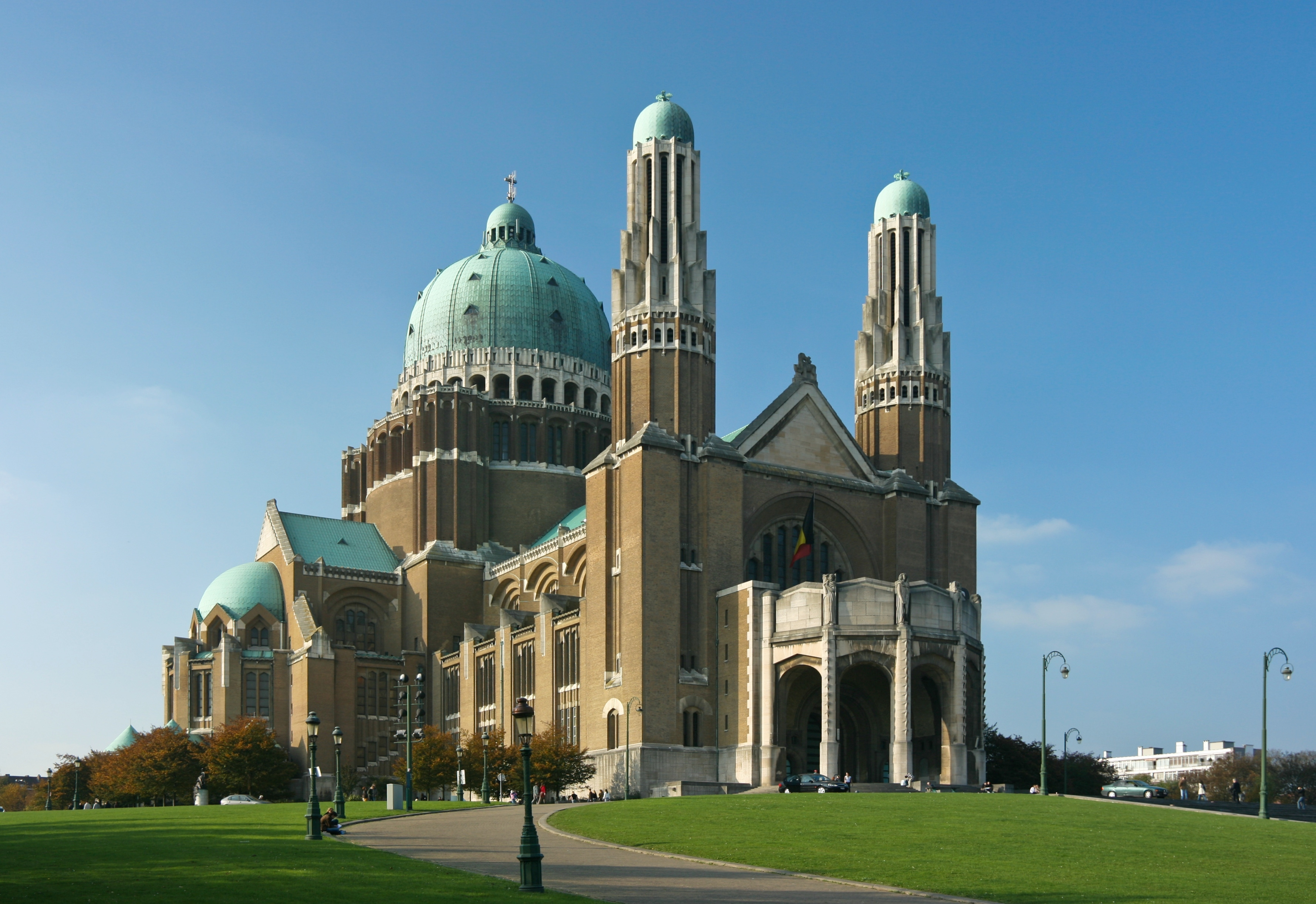
Nationalbasilika des Heiligen Herzens in der Gemeinde Koekelberg

Durch die neue Rolle als Hauptstadt eines unabhängigen Staates sowie durch die Industrialisierung Belgiens im 19. Jahrhundert und anderer Faktoren erlebte Brüssel einen deutlichen Aufschwung. Die Bevölkerung wuchs merklich, auch infolge der starken Zuwanderung aus der Wallonie und Frankreich, was auch zu einer Privilegierung der französischen Sprache führte. Ehemals ländliche Gemeinden um den historischen Stadtkern verschmolzen zu einem städtischen Ballungsraum; große neue Stadtteile kamen im späten 19. und frühen 20. Jahrhundert hinzu. Bereits um 1850 entstanden Ladenpassagen in der Innenstadt, in der Folgezeit große Gebäude wie der Justizpalast (1866–1883), die Börse (1873), der Triumphbogen (Fertigstellung 1905) und die Jugendstilbauten der Stadt, beispielsweise jene des Architekten Victor Horta.
Auch die Weltausstellung 1897 trug zur Förderung der Infrastruktur bei. Unter anderem wurde das Kolonienpalais (das heutige Königliche Zentralafrika-Museum) im Vorort Tervuren durch den Bau einer elf Kilometer langen Prachtallee mit der Hauptstadt verbunden.
Im Jahr 1899 fand in Brüssel der erste Internationale Kongress zur Bekämpfung der Geschlechtskrankheiten statt.
Belgien war in beiden Weltkriegen als Vormarschgebiet Opfer der deutschen Offensivstrategie. 1914 marschierten deutsche Truppen durch Belgien, um einen schnellen Sieg über Frankreich zu erringen. König Albert I. verließ Brüssel am 14. August 1914 und Brüssel wurde zur offenen Stadt.
Im Zweiten Weltkrieg wurde der Westfeldzug der deutschen Wehrmacht zu einem Blitzkrieg: Er begann am 10. Mai 1940, die Dyle-Stellung wurde am 16. Mai durchbrochen, einen Tag später besetzte die Wehrmacht Brüssel kampflos. Belgien kapitulierte am 28. Mai (und Frankreich am 22. Juni 1940).
Während der Besatzung führte die deutsche Wehrmacht am 3. September 1942 abends einen gezielten Pogrom gegen Juden in dem dichtbesiedelten armen Innenstadtviertel Marolles durch und durchsuchte zahlreiche Häuser; 718 Juden wurden gefangen.

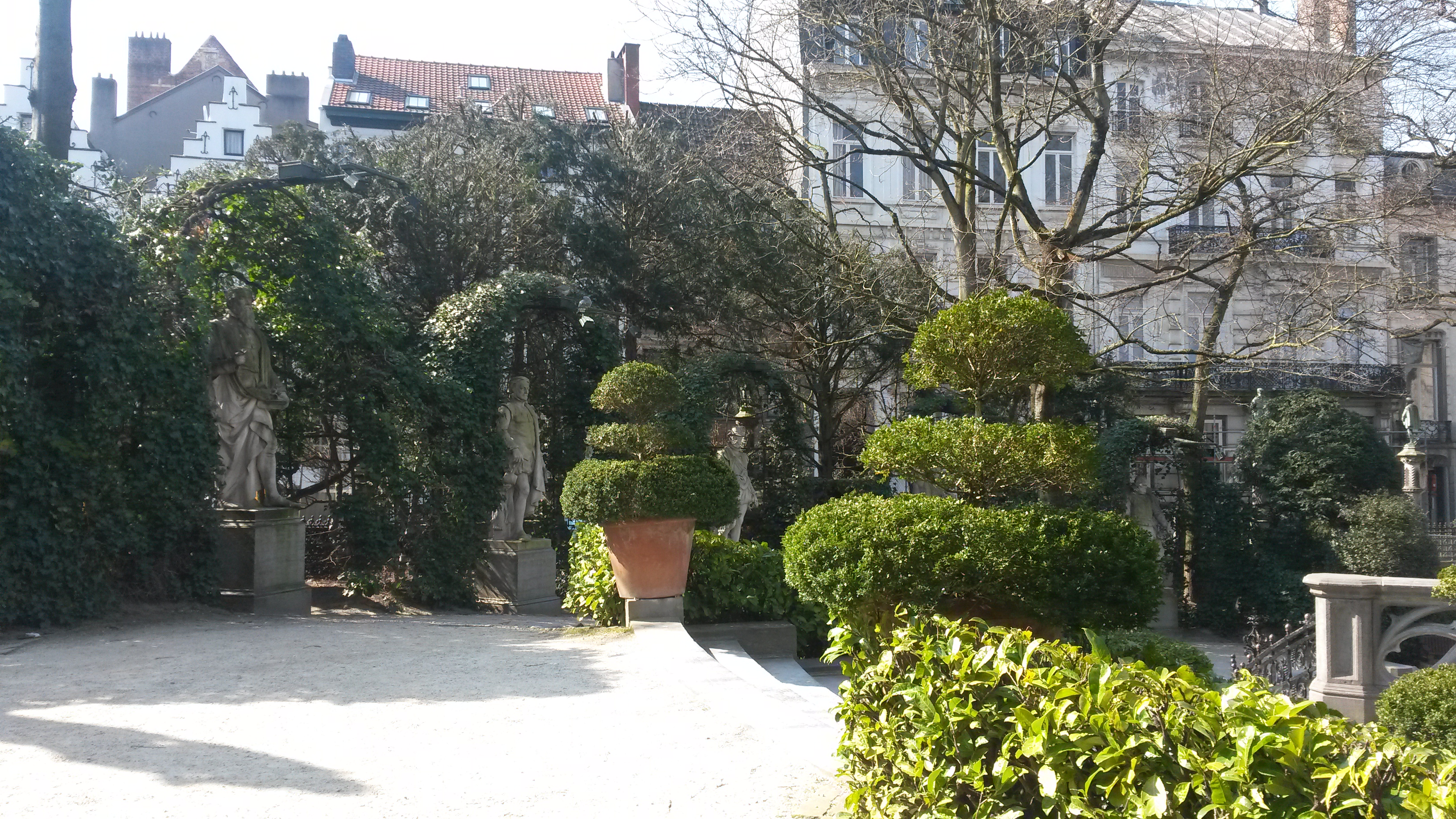
Der Square du Petit Sablon/Kleine Zavel in der Innenstadt

Im Laufe der vier Besatzungsjahre kristallisierte sich Brüssel als „Epizentrum des belgischen Widerstands“ heraus. So verweigerten die 19 Gemeinden, aus denen sich Brüssel schon damals zusammensetzte, 1942 die Einführung des Judensterns. Bürgermeister Jules Coelst antwortete den deutschen Besatzern, seine Kollegen und er könnten sich nicht entschließen, „sich an einer Anordnung zu beteiligen, die so offen gegen die Würde des Menschen verstößt.“ Ebenso weigerten sich die Brüsseler Bürgermeister und die Polizei, sich an den Razzien der deutschen Sicherheitsdienste gegen Juden zu beteiligen.

„Nur wenige Städte im besetzten Europa haben sich der Nazi-Herrschaft so mutig und konsequent widersetzt.“

Im September 1944 rückten die alliierten Truppen sehr schnell voran. Die Wehrmacht räumte ihre Stellungen teils überstürzt; vielerorts kam es nur zu Nachhutgefechten. Brüssel wurde am 3. September 1944 von der Second Army unter Miles Dempsey befreit, zwei Tage später wurde der Dolle Dinsdag gefeiert.
Bis in die 1960er-Jahre (und teilweise noch bis heute) prägten die Architektur und die Straßenzüge der Gründerzeit das Stadtbild. Das große Projekt der schienenmäßigen Verknüpfung der Bahnhöfe Nord/Noord und Midi/Zuid belastete ab den 1930er Jahren das Zentrum Brüssels; dort wurden zahlreiche Gebäude abgerissen.

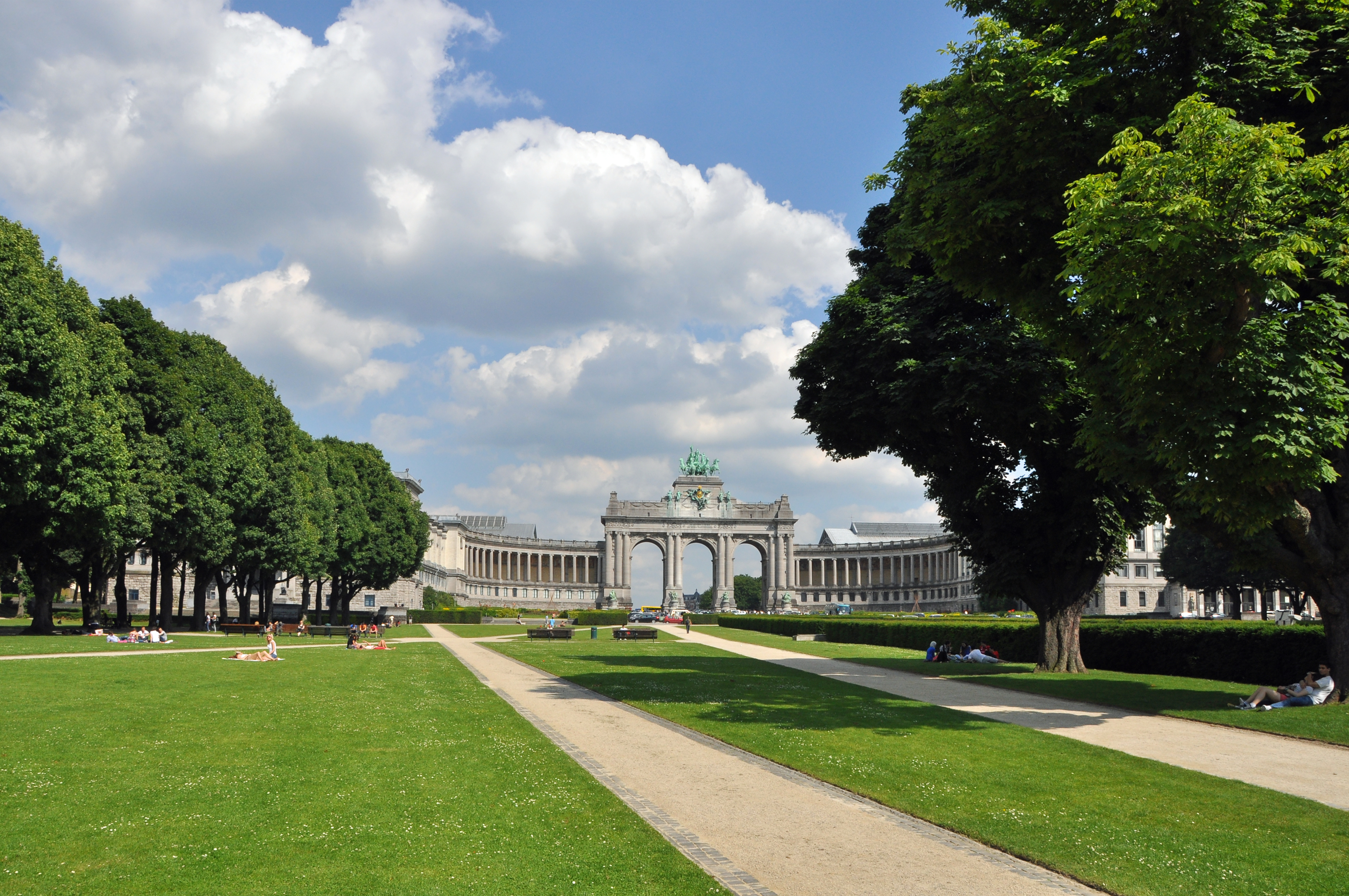
Der Jubelpark mit dem Triumphbogen

Ein Streitpunkt bleibt der sprachliche und kulturelle Konflikt zwischen der flämischen, niederländischsprechenden Bevölkerung im Norden Belgiens und der wallonischen, französischsprechenden im Süden (flämisch-wallonischer Konflikt). Das kleinstädtische Brüssel des frühen 19. Jahrhunderts lag nördlich der bis heute ansonsten stabilen flämisch-französischen Sprachgrenze. Die niederländisch geprägte Kleinstadt Brüssel wurde aber durch ihre Hauptstadtfunktion und durch das im späteren 19. Jahrhundert größere ökonomische und kulturelle Gewicht der damals industriell weiter entwickelten Wallonie „französisiert“. Das NS-Regime versuchte, diesen Konflikt für eigene Zwecke zu nutzen. Rechtsextremen Gruppen in Belgien, die besonders in den 1930er Jahren daraus politischen Profit zu schlagen versuchten, blieb durch immer wieder geschlossene Kompromisse zwischen Flamen und Wallonen der Erfolg verwehrt.

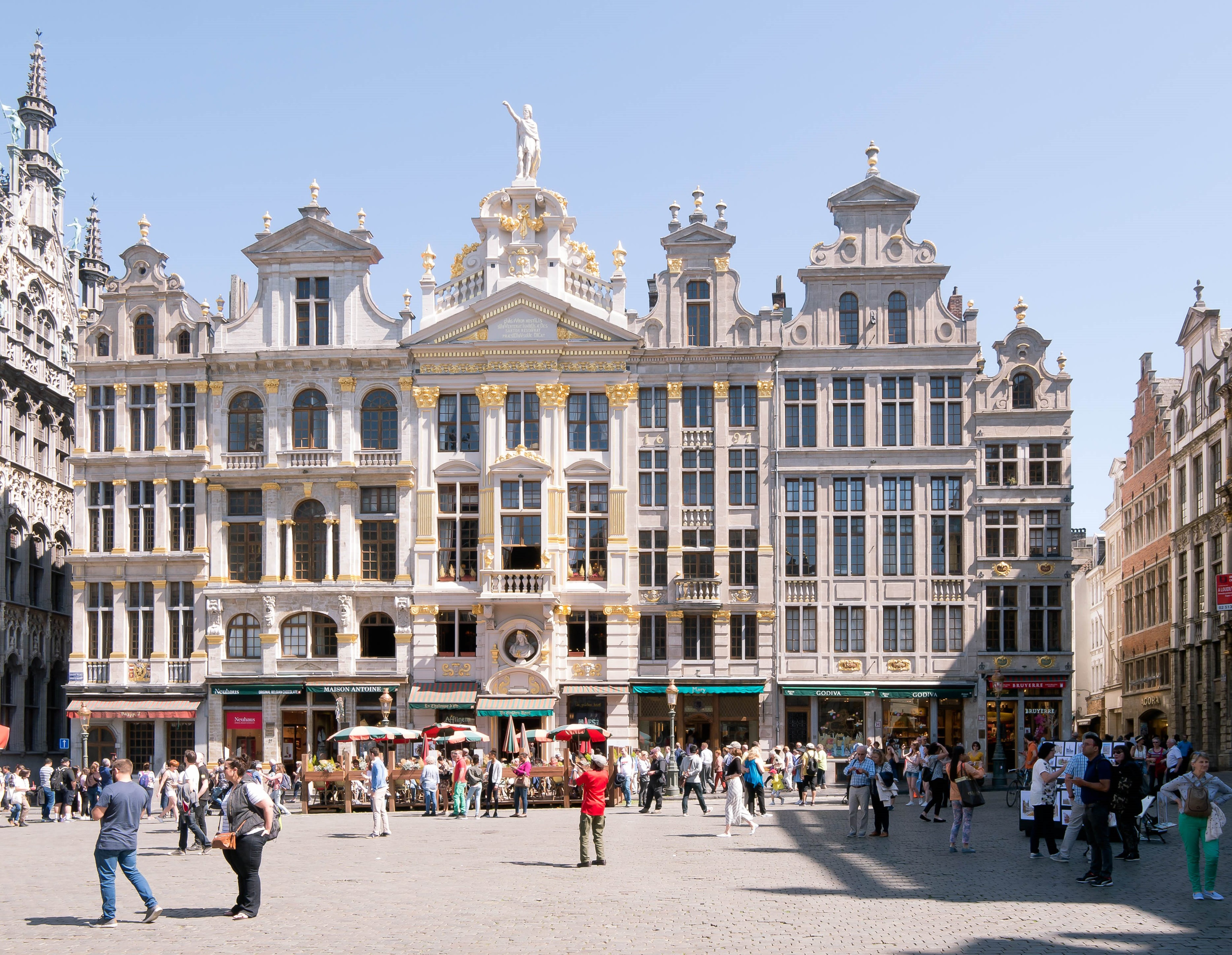
Der Grand-Place/Grote Markt

Heute ist Brüssel offiziell zweisprachig, auch wenn das Französische dominiert. Straßennamen, Stadtteile und Bahnhöfe sind seitdem konsequent zweisprachig beschildert, sofern die Namen nicht in beiden Landessprachen übereinstimmen. Im Jahre 1988 verabschiedete das belgische Parlament ein Gesetz, das Belgien zum Bundesstaat machte, mit den autonomen Regionen Flandern und Wallonie und der Region Brüssel mit besonderem Status. 
Nach dem Zweiten Weltkrieg etablierte sich Brüssel auch als internationales Zentrum: 1958 wurde es zum Sitz der Europäischen Wirtschaftsgemeinschaft (EWG), der Vorläuferin der heutigen Europäischen Union. Im selben Jahr fand die zweite Brüsseler Weltausstellung Expo 58 statt, die eines ihrer berühmtesten Bauten, das Atomium, hinterließ. Der Sitz der NATO wurde 1967 von Paris nach Brüssel verlegt. Städteplanerisch und städtebaulich erwies sich diese Periode für Brüssel als eher problematisch: Ein Gesetz von 1953, das den Gemeinden die Ankaufs- und Abbruchkosten von Sanierungsgebieten (abzüglich des geschätzten Bodenwertes) staatlich vergütete, wirkte sich in der belgischen Hauptstadt dahingehend aus, dass die Gemeinden zu Abrissspekulanten wurden, die, ähnlich wie die privaten Bauherren, an einer möglichst profitablen Verwertung des Baugrundes und damit an einer Hochhausbebauung interessiert waren. Auch Fortschrittsglaube und der Wunsch nach einer autogerechten Stadt führten zu Veränderungen des Stadtbildes, die zuweilen als „Brüsselisierung“ charakterisiert worden sind.
Am 22. Mai 1967 brach im Kaufhaus À l’innovation während einer gut besuchten Sonderausstellung ein Feuer aus, bei dem über 300 Menschen starben.
Der starke Gegensatz zwischen wohlhabenden und armen Vierteln, die oft direkt nebeneinander liegen, sowie die drohende Ghettoisierung relativ zentral gelegener Stadtviertel durch Ansiedlung armer und schlecht integrierter Zuwanderer (vor allem Molenbeek-Saint-Jean, Anderlecht, Saint-Josse-ten-Noode) wurde zu einem Charakteristikum des modernen Brüssel.
Problematisch sind die nicht immer klar abgegrenzten Zuständigkeiten der Behörden der 19 Gemeinden und der Hauptstadtregion, etwa bei der Stadt- und Verkehrsplanung, der Polizeiarbeit oder der gerechten Verteilung von Steuermitteln.

## Sprachen und Gemeinschaften

### Sprachenverhältnisse

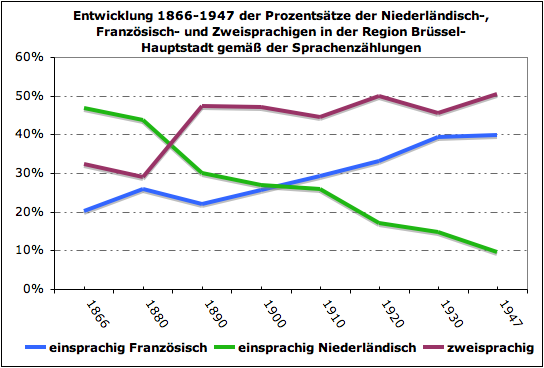
Entwicklung der Sprachenverhältnisse

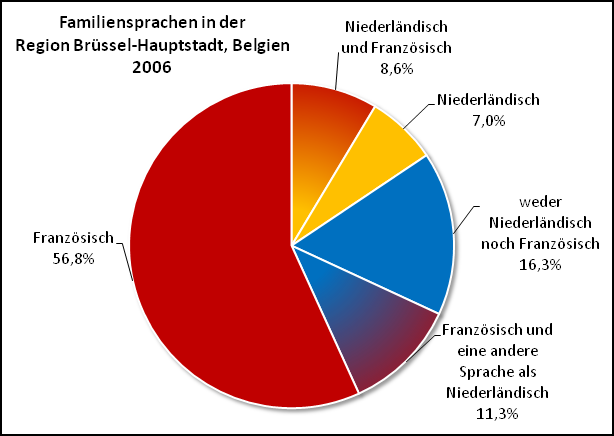
Zu Hause gesprochene Sprachen

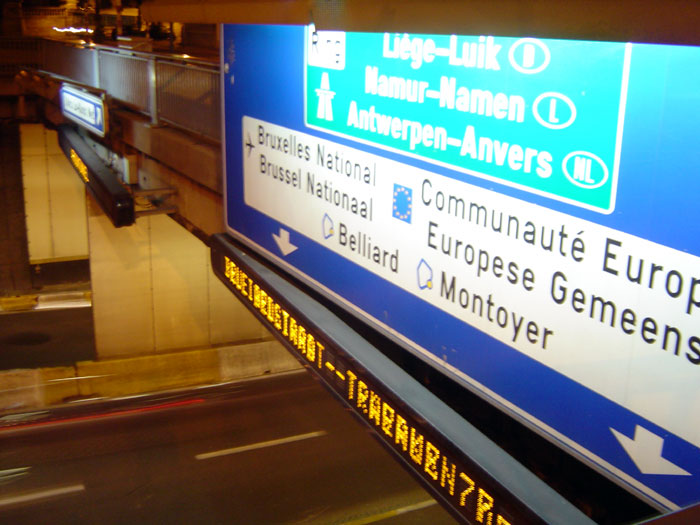
Zweisprachiges Straßenschild an einem Straßentunnel Brüssels

Die Region Brüssel ist ein mehrsprachiges Gebiet mit zwei Amtssprachen, Französisch und Niederländisch.
Von jeher ein niederländischsprachiges Gebiet, wurde erst seit der französischen Herrschaft und vor allem ab 1830 die französische Sprache als anfänglich einzige Amtssprache Belgiens immer wichtiger. Brüssel war als Hauptstadt Standort vielerlei Behörden, und jeder Beamte sollte Französisch sprechen. Daher tauschten immer mehr Einwohner ihre niederländische Muttersprache gegen die französische Sprache. Nach Volkszählungsergebnissen entwickelte sich das Verhältnis zwischen Niederländisch- und Französischsprachigen im Gebiet der heutigen Region Brüssel wie folgt:
- 1846: 68 % Niederländisch- und 32 % Französischsprachige
- 1910: 49 % Niederländisch- und 51 % Französischsprachige
- 1930: 35 % Niederländisch- und 65 % Französischsprachige
- 1947: 26 % Niederländisch- und 74 % Französischsprachige

Weil die letzte Volkszählung Folgen für die Verwaltungssprache der Gemeinden gehabt hätte und deshalb die Zählungen in manchen Gemeinden beeinflusst wurden, das Niederländische überdies als Verwaltungssprache Brüssels im Zweiten Weltkrieg einen schlechten Ruf bekommen hatte, bekämpften die Flamen die Ergebnisse als unzuverlässig und plädierten für die endgültige Festlegung der Sprachgrenzen. 1962 wurden die Sprachgrenzen und somit auch die Grenzen der zweisprachigen Region (damals Verwaltungsbezirk) Brüssel festgelegt. Gleichzeitig wurde beschlossen, bei der Volkszählung nicht mehr nach Sprachenzugehörigkeit zu fragen.
Obwohl es dadurch seit 1947 keine amtlichen Erhebungen mehr über die Sprachverhältnisse gibt, sind verschiedene Studien zu diesem Thema durchgeführt worden. Eine Studie der Freien Universität Brüssel (VUB) zeigte 2001 folgende sprachliche Situation:
- 50 % einsprachig Französisch
- 10 % einsprachig Niederländisch
- 10 % zweisprachig Niederländisch und Französisch, vor allem flämischer Herkunft
- 10 % zweisprachig mit Französisch und einer anderen Sprache oder mit Niederländisch und einer anderen Sprache
- 20 % anderssprachig mit weder Französisch noch Niederländisch als Muttersprache

Die heutige Bevölkerung der Region besteht also längst nicht mehr aus nur zwei Sprachgruppen, sondern aus Menschen sehr unterschiedlicher Herkunft: einheimische dialektsprachige Brüsseler, einheimische französischsprachige Bourgeois, Wallonen, Flamen, Beamte und Mitarbeiter der Europäischen Institutionen, Immigranten aus der damaligen belgischen Kolonie Kongo, ehemalige Gastarbeiter aus Marokko und der Türkei, Flüchtlinge usw. Schätzungsweise ist schon eine Mehrheit der Einwohner ausländischer Herkunft.
Im politischen Bereich gibt es jedoch nur französische und flämische Parteien. Weil die Mehrheit der autochthonen Brüsseler sowie die übergroße Mehrheit der Einwanderer und sogar viele Zweisprachige die französischen Parteien wählen, gewinnen diese immer die große Mehrheit der Stimmen (gut 85 % gegen knapp 15 % für die flämischen Parteien).

### Sprachliche Gemeinschaften
Die Politikfelder Kultur, Sprache, Bildung und Teile des Sozialwesens fallen in Belgien nicht in die Zuständigkeit der Regionen, sondern in diejenige der Gemeinschaften.
Die französischsprachigen Einwohner der Region Brüssel-Hauptstadt gehören zur Französischen Gemeinschaft Belgiens und werden durch die COCOF (Commission communautaire française; dt. Französische Gemeinschaftskommission) vertreten, die niederländischsprachigen Einwohner gehören zur Flämischen Gemeinschaft und werden durch die VGC (Vlaamse Gemeenschapscommissie, dt. Flämische Gemeinschaftskommission) vertreten. Beide Kommissionen (COCOF und VGC) sind Teil der GGC (Gemeenschappelijke Gemeenschapscommissie)/COCOM (Commission communautaire commune; dt. Gemeinsame Gemeinschaftskommission), der vereinigten Versammlung beider Gemeinschaftskommissionen. In Brüssel existieren deshalb viele Institutionen des Bildungswesens und des Kulturlebens doppelt, einmal französischsprachig und einmal niederländischsprachig, in der Zuständigkeit der jeweiligen Gemeinschaft. Brüssel beheimatet auch eine Vertretung der Deutschsprachigen Gemeinschaft (DG), eine Außenstelle des Ministeriums der DG.
Eine eigene regionale Brüsseler Identität, wie sie in den Regionen Flandern und weniger stark in Wallonien besteht, hat sich reaktiv und in Abgrenzung auch in Brüssel entwickelt.

## Politik

Stadtwappen von Brüssel

Die Region Brüssel-Hauptstadt hat eine eigene Regierung und ein eigenes Regionalparlament. Die Regierung besteht aus einem Ministerpräsidenten und vier Ministern, zwei von jeder Sprachgemeinschaft. Das Brüsseler Regionalparlament zählt 89 Sitze – 72 für die Französischsprachigen und 17 Sitze für die Niederländischsprachigen. Für sprachliche und institutionelle Angelegenheiten haben beide Sprachgruppen ein Vetorecht (wie auch im belgischen Parlament).
- PTB: 7
- PS: 16
- Ecolo: 7
- TFA: 5
- MR: 11
- LE: 3

## Internationale Organisationen
In Brüssel haben eine Vielzahl von internationalen Organisationen ihren Hauptsitz.

### Europäische Union

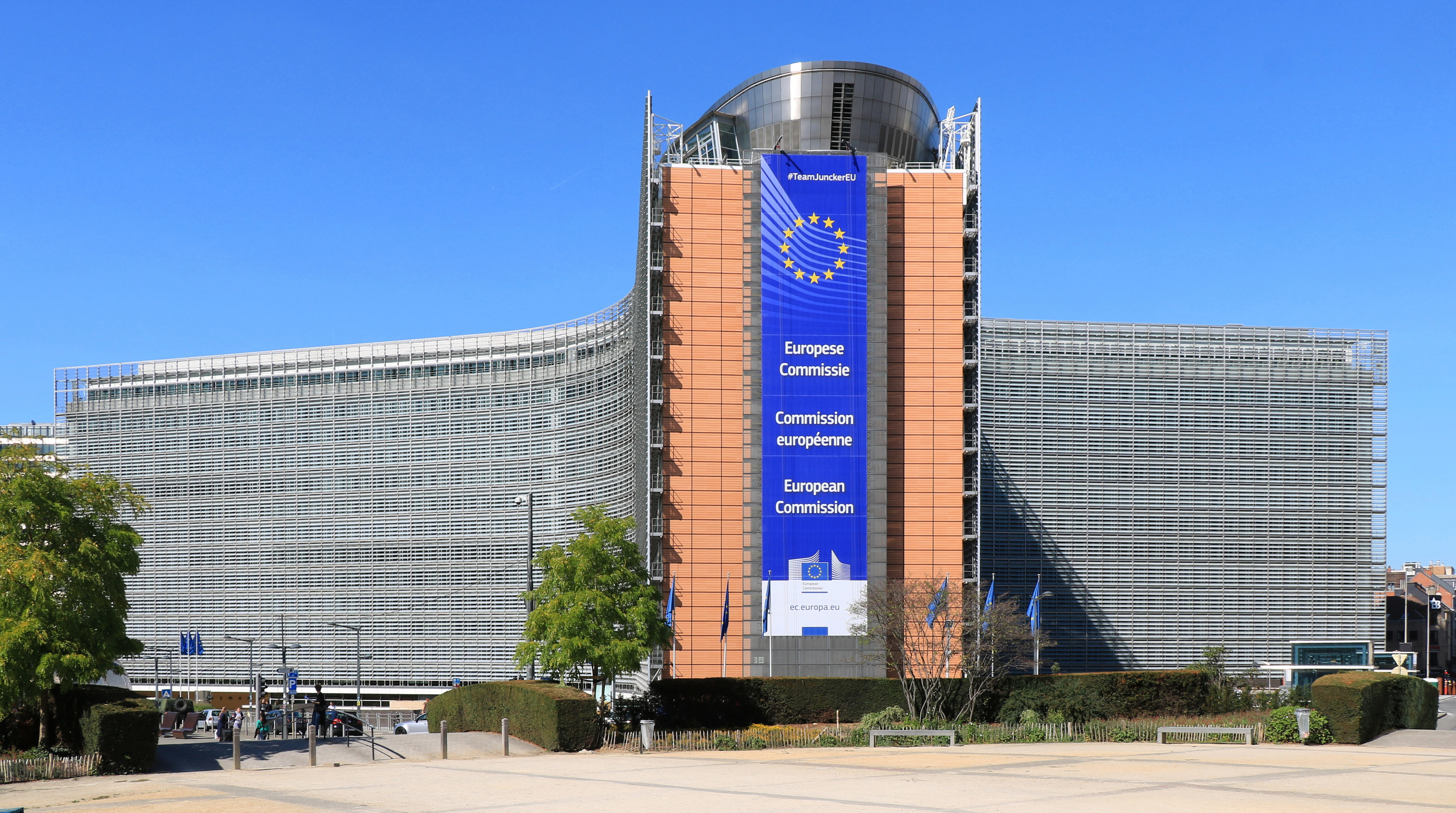
Sitz der Europäischen Kommission

Die wichtigsten Institutionen der Europäischen Union haben ihren Sitz im Europaviertel Leopold in Brüssel. Neben der Europäischen Kommission als zentrales Verwaltungsorgan der EU sind auch das Europäische Parlament und der Rat der Europäischen Union hier vertreten. Darüber hinaus werden hier die EU-Gipfel der Staats- und Regierungschefs sowie des EU-Kommissionspräsidenten im Rahmen des Europäischen Rates abgehalten.
Die Europäische Verteidigungsagentur EDA, welche für die Koordination der Militärbeschaffungspolitik in der EU zuständig ist, hat ebenfalls ihren Sitz in Brüssel. Daneben sind die Exekutivagentur für Bildung, Audiovisuelles und Kultur, die Exekutivagentur des Europäischen Forschungsrates, die Exekutivagentur für kleine und mittlere Unternehmen, Exekutivagentur für die Forschung und die Exekutivagentur für Innovation und Netze hier vertreten. Auch die beratenden Organe der EU, der Europäische Wirtschafts- und Sozialausschuss und der Europäische Ausschuss der Regionen sitzen in Brüssel.
Die Europäische Freihandelsassoziation (EFTA) unterhält ein Sekretariat und eine Überwachungsbehörde, diese Institutionen sind hier aufgrund der Nähe zur EU-Kommission angesiedelt, um gemeinsame Vereinbarungen und Verhandlungen zu führen.

### Weitere Organisationen
Neben den Institutionen und Organen der Europäischen Union haben weitere wichtige internationale Organisationen ihren Hauptsitz in Brüssel. Als bedeutendster nicht europäischer Akteur gilt hier die NATO, deren Hauptquartier in Brüssel liegt. Das Generalsekretariat der Benelux-Union sitzt ebenfalls in Brüssel.

## Wirtschaft
Im Vergleich mit dem Bruttoinlandsprodukt der Europäischen Union ausgedrückt in Kaufkraftstandards erreichte die Region Brüssel-Hauptstadt 2006 einen Index von 233,3 (EU-27 = 100), den dritthöchsten Wert in der Europäischen Union. Im Jahre 2017 betrug die Arbeitslosenquote 14,8 %. Die Region Brüssel-Hauptstadt hatte damit eine höhere Arbeitslosigkeit als alle Provinzen Belgiens.
Die Europäischen Institutionen sowie der Sitz des NATO-Hauptquartiers sind der Grund, dass sich viele internationale Großunternehmen sowie Interessensverbände und Lobbyistenbüros in Brüssel niedergelassen haben. Auch Länderbüros, Kulturinstitute und Botschaften aus aller Welt bringen eine große Kaufkraft nach Brüssel. Die weltweite Presse ist stark vertreten.
Die belgische Wertpapierbörse, die Euronext Brüssel hat hier ihren Hauptsitz.

## Verkehr

### Straße
Brüssel ist das Zentrum des gut ausgebauten belgischen Autobahnnetzes. Die Autobahnen , , , , ,  (im Gegenuhrzeigersinn) laufen strahlenförmig nach Brüssel. Brüssel besitzt hauptsächlich zwei Straßenringe:
- als erstes den äußeren Autobahnring Ring , der großzügig um das städtische Gebiet Brüssel führt und fast ausschließlich als Autobahn ausgebaut und teilweise untertunnelt ist;
- sowie den inneren Straßenring Het kleine Ring – La petite ceinture (‚der kleine Gürtel‘), der auf dem ehemaligen Verlauf der Stadtmauer um das Stadtzentrum, aufgrund seiner Form auch Pentagon genannt, umläuft. Um auf dem inneren Ring schneller vorwärtszukommen, ist er, neben der breit ausgebauten Straße als Schnellstraße untertunnelt und mit Zufahrten an allen oberirdisch liegenden Kreuzungen versehen.

Vom  verlaufen die Sonnenautobahn , die Flughafenautobahn  und die Ardennautobahn  bis in die Stadt hinein. Wichtige Nationalstraßen sind die N1, N2, N21, N3, N4, N5, N6, N7, N8 und N9, die alle das Zentrum mit dem restlichen Belgien verbinden. Die Hauptstraßen wurden häufig an großen Kreuzungen aufgrund des hohen Verkehrsaufkommen untertunnelt. Ein weiteres Beispiel für die zahlreichen Tunnel ist der Tunnel Reyers von der Autobahn   im Osten der Stadt in das EU-Viertel.

### Schiene

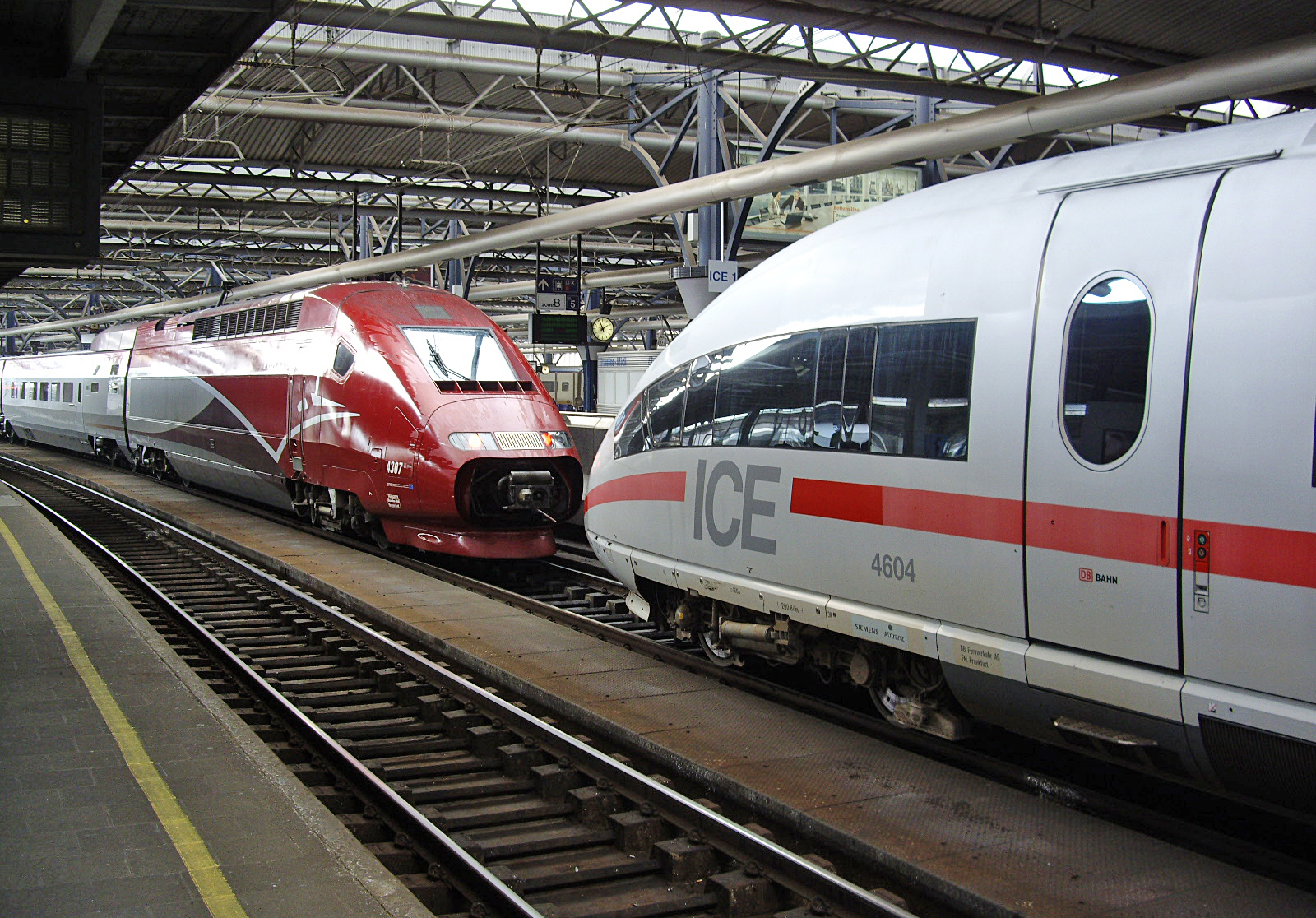
Internationale Hochgeschwindigkeitszüge in Brüssel

In Brüssel gibt es neben einer großen Anzahl kleinerer Stationen drei große Bahnhöfe, Brüssel-Nord, Brüssel-Central und Brüssel-Süd, die miteinander durch eine Nord-Süd-Tunnelstrecke verbunden sind.
Zugreisende aus dem Ausland kommen meist am Südbahnhof an, wo Verbindungen aus Paris, Amsterdam, Köln, Frankfurt und London (mit TGV, ICE oder Zügen von Eurostar) bestehen. Der Bahnhof Bruxelles-Luxembourg abseits der Nord-Süd-Haupttunnelstrecke war ursprünglich zur Anbindung der EU-Institutionen vorgesehen und wird nach der Renovierung immer mehr von der allgemeinen Bevölkerung angenommen.
Innerhalb der Region Brüssel-Hauptstadt gibt es folgende Bahnhöfe, die auf Fahrscheinen zusammen als „Zone Bruxelles Agglo“ bezeichnet werden:
- Berchem-Ste-Agathe, Bockstael, Boitsfort, Boondael, Bordet, Bruxelles-Central, Bruxelles-Chapelle, Bruxelles-Congrès, Bruxelles-Midi, Bruxelles-Nord, Bruxelles-Luxembourg, Bruxelles-Schuman, Delta, Etterbeek, Evere, Forest-Est, Forest-Midi, Haren, Haren-Sud, Jette, Meiser, Mérode, Moensberg, Saint-Job, Schaerbeek, Uccle-Calevoet, Uccle-Stalle, Vivier d’oie/Diesdelle und Watermael.

### Öffentlicher Nahverkehr

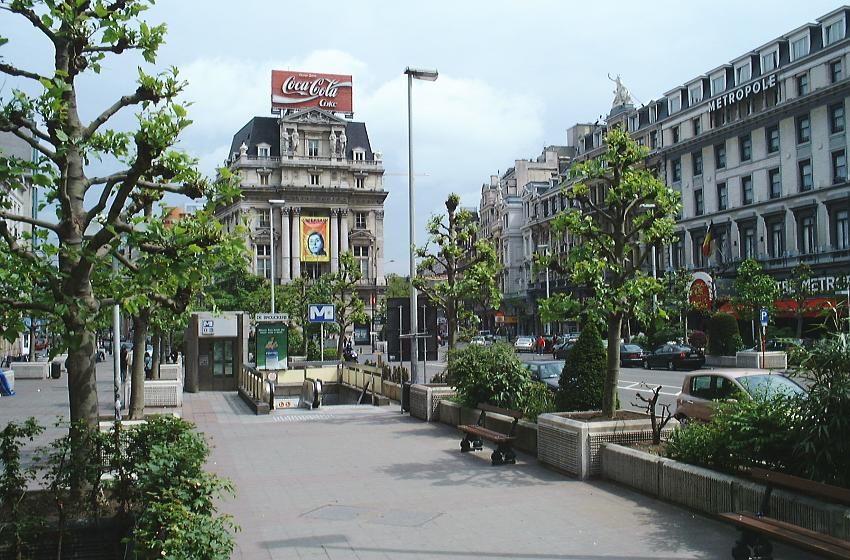
Eingang der Brüsseler Metrostation De Brouckère vor der Neugestaltung des Platzes

Dem öffentlichen Nahverkehr dienen vier Metro-, drei Premetro-, 17 Tram-, 57 Bus und 11 Nachtbuslinien. Alle Haltestellen tragen – sofern sie abweichende Bezeichnungen in den beiden Sprachen haben – jeweils einen Namen in Französisch und Niederländisch. Betreiber des Nahverkehrsnetzes ist die Gesellschaft für zwischengemeindlichen Verkehr zu Brüssel (STIB/MIVB).
Die Brüsseler Metro (U-Bahn) besteht aus den vier Linien 1, 2, 5 und 6, die in dieser Streckenführung seit April 2009 in Betrieb sind. Der im Zuge dieses Projektes ausgebaute Westbahnhof (Gare de l’Ouest/Weststation) dient nun als Umsteigestation für alle vier Linien und in der S-Bahnlinie S 10 der S-Bahn Brüssel. Daneben gibt es sogenannte Prémetro-Strecken (Nummern 3, 4 und 7) – Straßenbahnlinien, die teilweise unterirdisch geführt werden. Die wichtigste dieser Strecken ist die Nord-Süd-Achse zwischen dem Nordbahnhof und dem Südbahnhof.
Hinzu kommen weitere Straßenbahn- und Buslinien, die den Großraum erschließen. Ein Nachtverkehrsnetz existiert in Brüssel – abgesehen von der Nachtbuslinie N71 – nur an Wochenenden. Hier verkehren 17 sogenannte „Noctis“-Nachtbuslinien im gesamten Stadtgebiet (kein Nachtzuschlag mehr). Taxis sind relativ teuer.
Personen zwischen 18 und 24 Jahren und ab 65 Jahren mit Wohnsitz in Brüssel werden für symbolische 12 Euro pro Jahr befördert.
Das Umland der Region Brüssel-Hauptstadt, zu dem auch der Flughafen in Zaventem zählt, wird zurzeit von der Staatsbahn SNCB/NMBS durch die S-Bahn Brüssel erschlossen. Um die steigende Nachfrage zu befriedigen und der Staus auf den Straßen Brüssels Herr zu werden, wurde dieses Netz am 13. Dezember 2015 in Betrieb genommen, vorher verkehrten ausschließlich veraltete Vorortbahnen.

### Schiff
Der Hafen von Brüssel ist mit 7,5 Millionen Tonnen Umschlag einer der größten Belgiens. Über den Meereskanal Brüssel-Schelde ist er mit der Schelde und damit mit dem Hafen von Antwerpen und der Nordsee verbunden. Über den Kanal Charleroi-Brüssel ist er mit Wallonien verbunden.

## Gemeinden der Region Brüssel-Hauptstadt
Die 19 Brüsseler Gemeinden sind zwar im administrativen Sinne unabhängig voneinander, bilden allerdings ein zusammenhängendes Stadtgebiet, weshalb man sie mit Stadtteilen vergleichen kann (siehe auch Liste mit Karte).

### Brüssel-Stadt

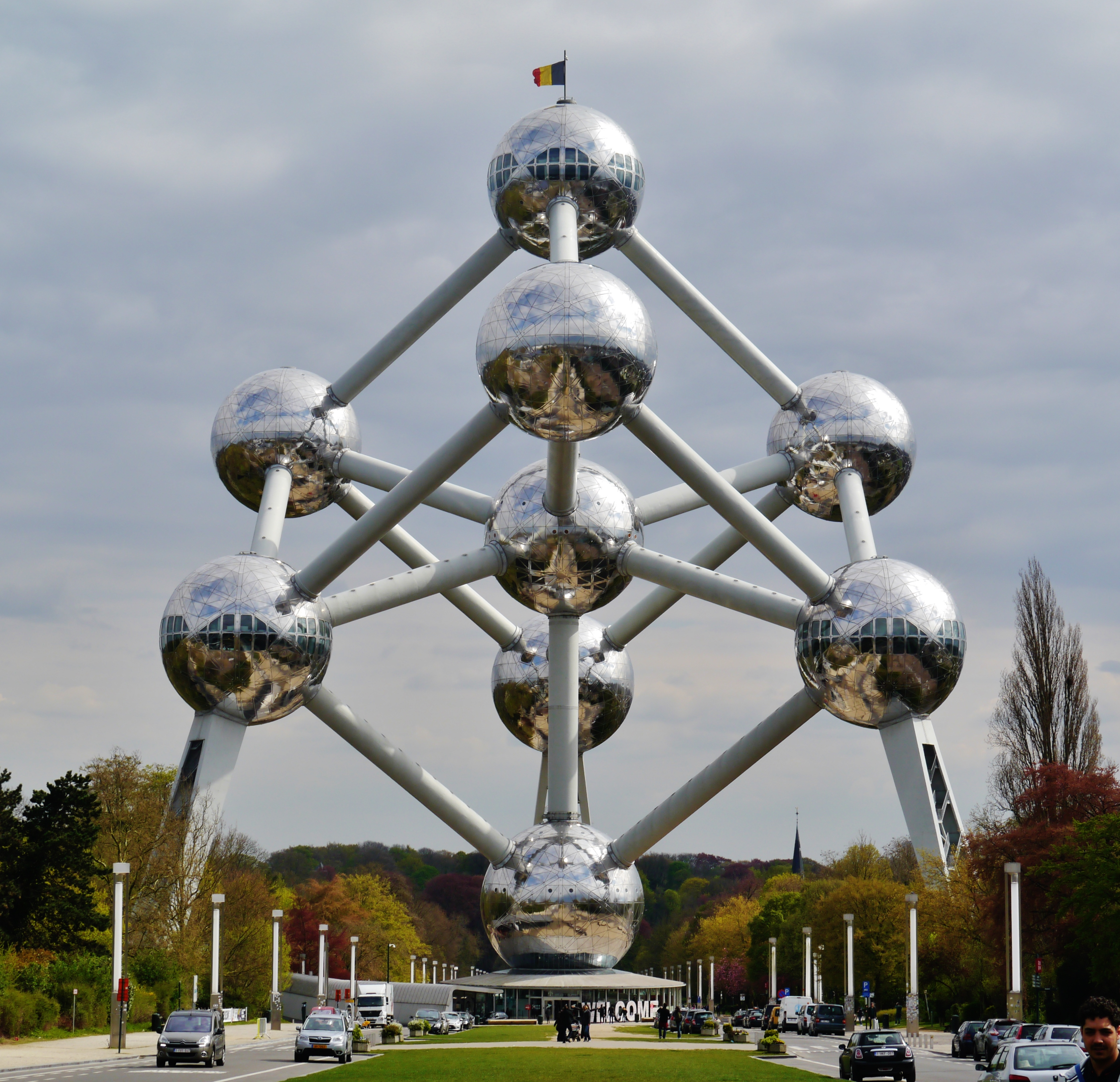
Atomium in Laeken/Laken

Die bekannteste und wichtigste Gemeinde der Region ist die Stadt Brüssel. Hier findet man die bekanntesten Sehenswürdigkeiten. Im Pentagon, dem Stadtkern, befinden sich das Quartier Royale mit vielen Museen und dem Königspalast sowie das Quartier du Centre mit dem Grand Place, vielen Galerien, Restaurants und Bars, den Fressgassen, der Börse, Manneken Pis. Im Quartier des Sablons finden sich viele kleine Restaurants, Hotels und die gotische Kirche Notre Dame du Sablon. Im Quartier des Marolles finden in regelmäßigen Abständen Wochen- und Antiquitätenmärkte statt.
Des Weiteren befindet sich hier der Justizpalast und der Place Polaert, welcher einen Überblick auf die Unterstadt Brüssels bietet. Das Luxusviertel um die zum Brüsseler Stadtgebiet gehörende Louisenallee, das zum Flanieren und Shoppen einlädt, trennt die Gemeinde Ixelles/Elsene in zwei Teile.

Lage des Europaviertels in der Region Brüssel-Hauptstadt

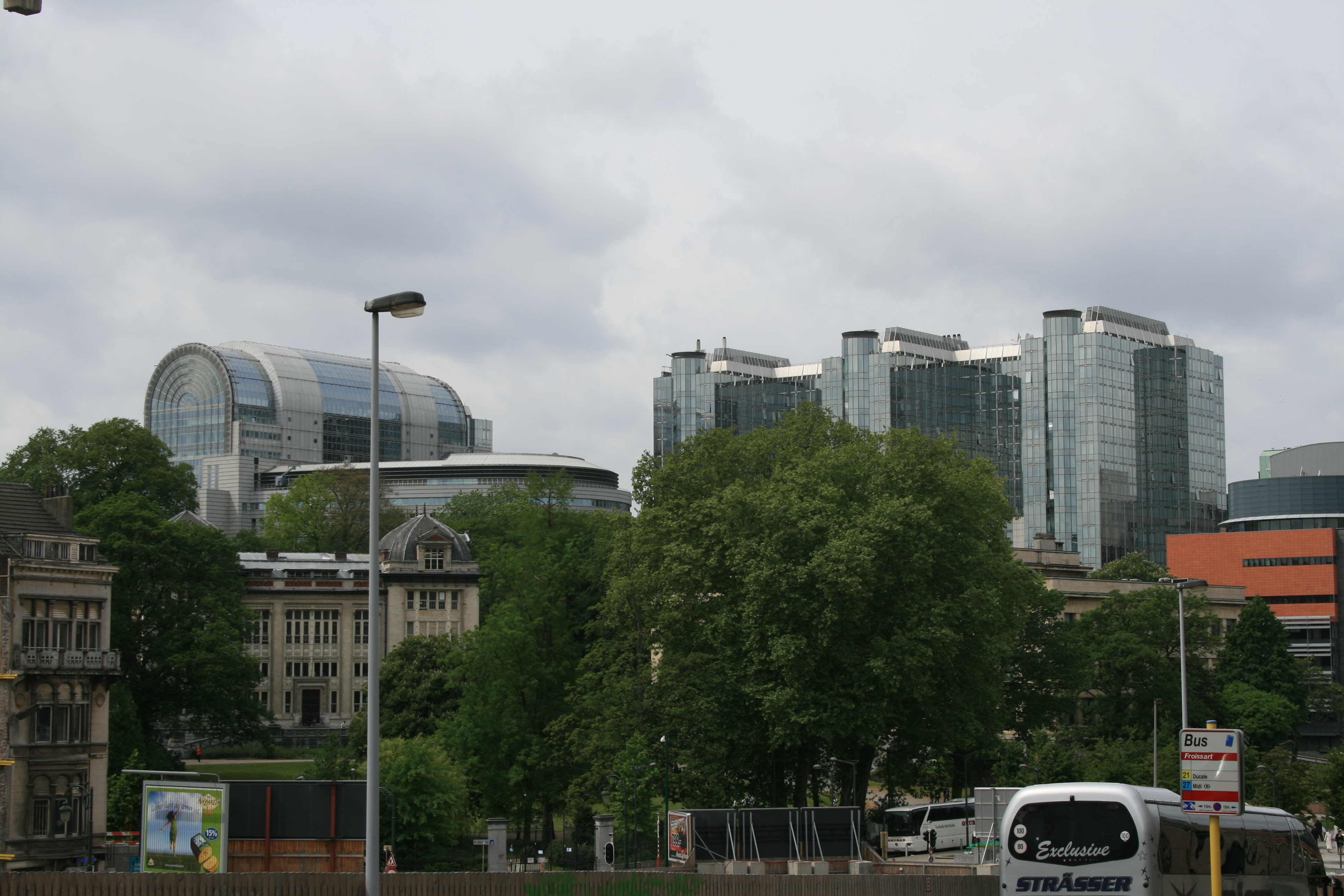
Das Europäische Parlament
(aus Sicht der Gemeinde Etterbeek)

Wichtige Gebäude des EU-Viertels sind das Berlaymont-Gebäude, in dem die Europäische Kommission ihren Hauptsitz hat, das Justus-Lipsius-Gebäude, dem Sitz des Rates der Europäischen Union und das Europäische Parlament. Im EU-Viertel befindet sich die monumentale Skulptur Einheit in Frieden. Viele Botschaften und Interessensvertretungen haben außerdem ihren Sitz in diesem Viertel.
Zur Stadt Brüssel gehören auch die Stadtteile Laeken/Laken, in dem sich das Atomium und das königliche Schloss befinden, und Neder-Over-Heembeek im Nordwesten sowie Haren im Norden, ebenso wie der Bois de la Cambre/Ter Kamerenbos und die Verbindungsallee zwischen diesem Stadtwald und der Innenstadt, die Avenue Louise, die Ixelles in zwei Bereiche zerschneidet.

### Anderlecht
Anderlecht liegt im Südwesten Brüssels und ist im Ausland besonders durch den Fußballverein RSC Anderlecht bekannt. Das Constant-Vanden-Stock-Stadion liegt auf dem Gebiet der Gemeinde. Außerdem erwähnenswert ist die Sint-Guido-Kirche. Ansonsten ist die Gemeinde von Wohngebieten geprägt.

### Auderghem/Oudergem

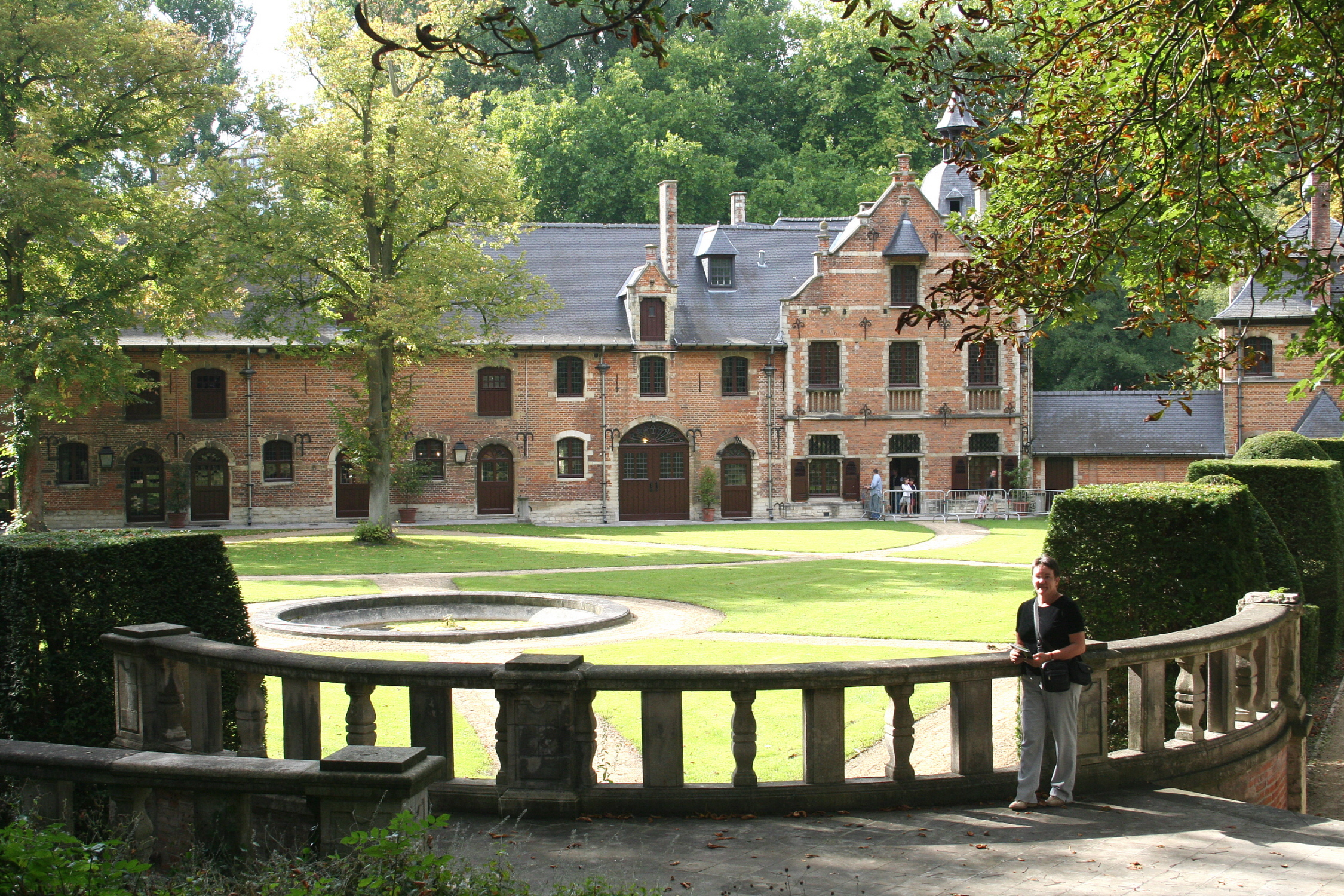
Die ehemalige Abtei Val Duchesse/Herzoginnental

Auderghem hat Anteil am großen Brüsseler Stadtwald, dem Sonienwald. Am Waldrand liegt die ehemalige Abtei Rotes Kloster, eine weitere ehemalige Abtei ist Herzoginnental im gleichnamigen Park. In den 1950er Jahren wurden die Römischen Verträge weitgehend in der ehemaligen Abtei Val Duchesse/Hertoginnental ausgearbeitet.

### Berchem-Sainte-Agathe/Sint-Agatha-Berchem
Die Gemeinde liegt am westlichen Rand Brüssels. Das Gemeindegebiet beginnt unmittelbar hinter der Nationalbasilika des Heiligen Herzens auf dem Koekelberg, die damit der wichtigste Orientierungspunkt ist, ohne jedoch selbst zur Gemeinde zu gehören. Zentrum der Gemeinde ist der Albert-Schweitzer-Platz an der Chaussée de Gand/Gentse Steenweg, einer Ausfallstraße nach Nordwesten.

### Etterbeek

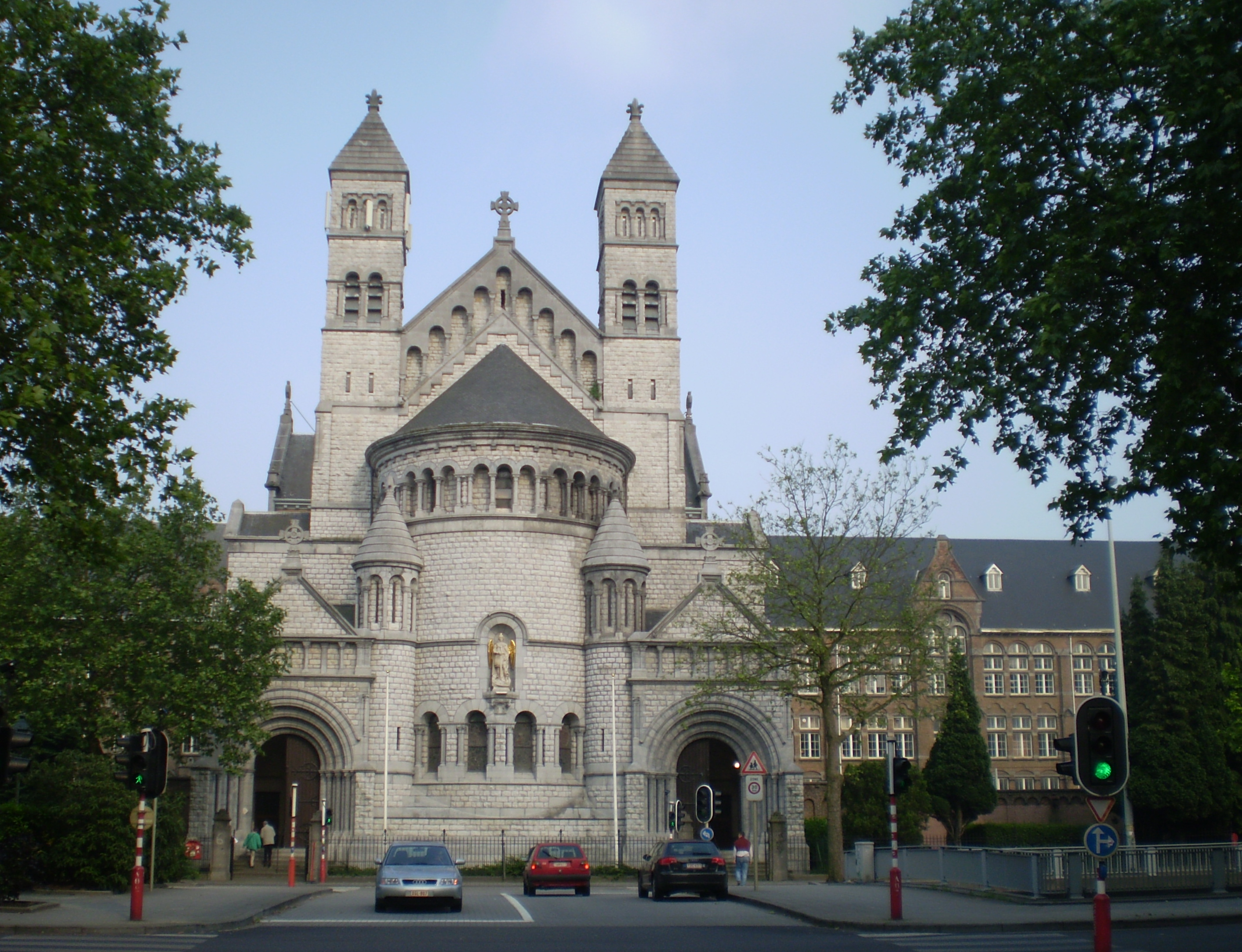
Die Kirche Saint-Jean-Berchmans in Etterbeek

Etterbeek liegt im Osten des Stadtzentrums von Brüssel. Sehenswert sind die Boulevards (unter anderem die Prachtstraße Avenue de Tervuren/Tervurenlaan), der Triumphbogen im Jubelpark, die Jugendstil-Wohnviertel. Etterbeek grenzt an das benachbarte Europaviertel. Etterbeek beherbergt nicht zuletzt aufgrund seiner unmittelbaren Nachbarschaft zum Europäischen Viertel eine Vielzahl von Vertretungen und Kommissionsdienststellen. Allerdings gibt es in Etterbeek wenige große administrative Bürogebäude. Die ursprüngliche Bausubstanz und der Charme der Gemeinde konnten somit bewahrt werden. Auf dem Jourdanplatz (Place Jourdan) befinden sich zahlreiche Cafés, eine der bekanntesten Frittenbuden der Region und Restaurants sowie ein angesehener Markt. Einkaufsmöglichkeiten sind vor allem im Bereich Rue de Tongres/Tongerenstraat und Avenue de la Chasse/Jachtlaan zahlreich vorhanden.

### Evere
Durch Evere führt die wichtige Ausfallstraße Chaussée de Louvain/Leuvensesteenweg sowie der Flughafenzubringer Boulevard Léopold III/Leopold III-laan, an dem sich das Hauptquartier der NATO befindet. In Evere liegt außerdem der größte Friedhof der Gesamtstadt.
In Evere befand sich auch das letzte Freibad Brüssels, das als „Solarium d’Evère“ 1934 eröffnet wurde und trotz eines Rekordbesuchs noch am 12. Juni 1976 dann zwei Jahre später als letztes Freibad Brüssels schloss.

### Forest/Vorst
In Forest/Vorst liegen zwei große Parkanlagen, der Parque de Forest/Park van Vorst und der Parque de Duden/Dudenpark, die Abtei St. Dionys und ein Audi-Werk.

### Ganshoren
Ganshoren liegt im Nordwesten der Region. Das kleine Gemeindegebiet ist fast vollständig bebaut, größere Grünflächen sind der Schlosspark Rivieren und der König-Balduin-Park im äußersten Norden der Gemeinde. Sehenswert sind das Schloss von Rivieren und die Sümpfe von Ganshoren.

### Ixelles/Elsene

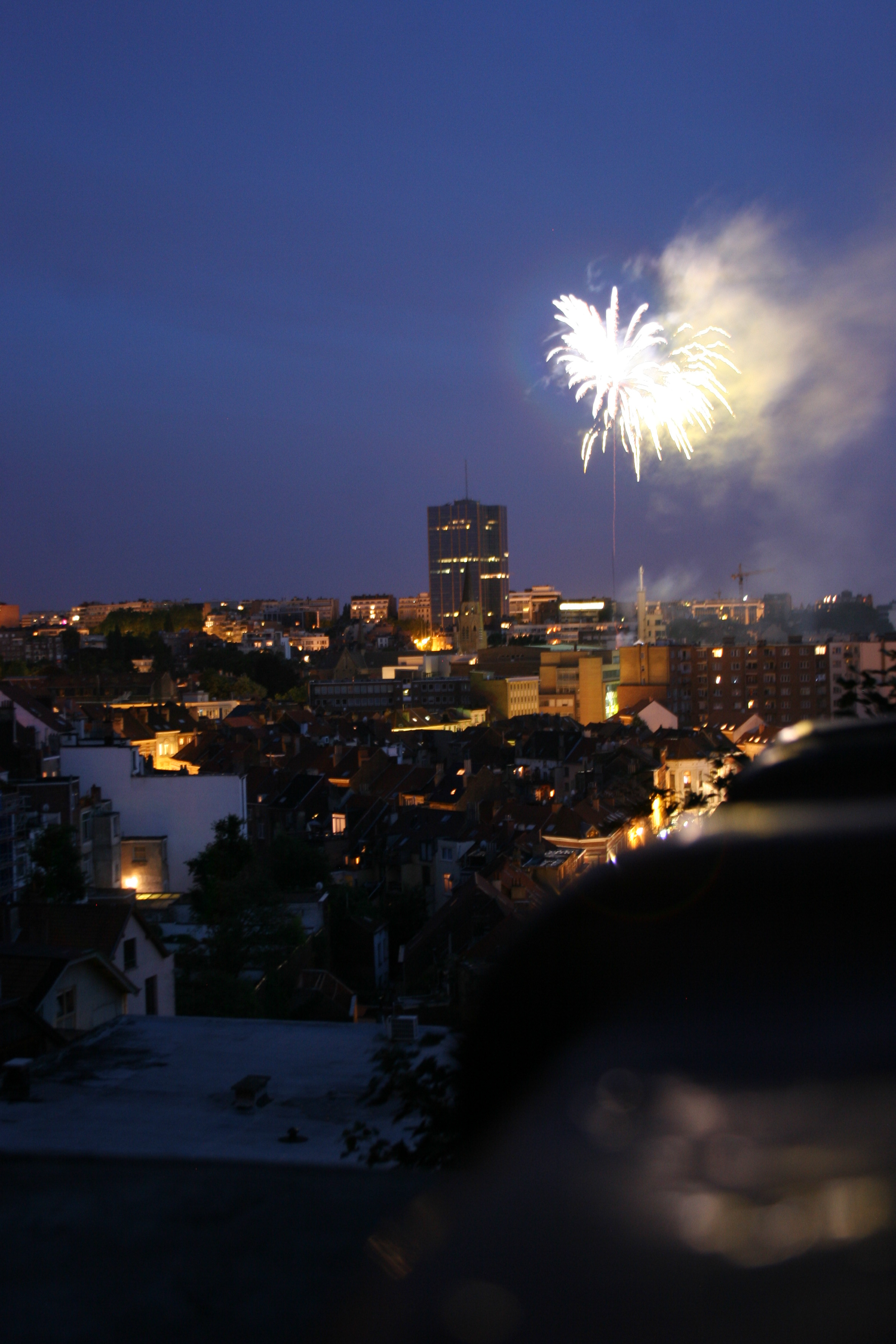
Blick über Ixelles/Elsene

Die Gemeinde liegt im Südosten der Stadt Brüssel. Das Gemeindegebiet ist zweigeteilt, weil die mitten durch Ixelles/Elsene verlaufende Prachtstraße Louisenallee (Avenue Louise oder Louizalaan) zur Stadt Brüssel gehört. Der Name Elsene entstammt einer Bezeichnung des Dorfes Elsele und bedeutet so viel wie Erlenheim (Else für Erle). Das afrikanisch anmutende Viertel Matongé rund um das Namener Stadttor ist für seinen multikulturellen Charme bekannt, dessen Ursprung sich im Maison Africaine findet, dem ehemaligen Studentenwohnheim für kongolesische Studenten. Vor allem in der Rue de la Longe Vie/Lang Levenstraat entfaltet sich abends das afrikanische Nachtleben.
In den frühen 2000er Jahren kam Matongé wegen Krawallen und Kriminalität als Problemzone zeitweilig in Verruf. Das Boondaelviertel, zwischen den beiden Universitätscampus der ULB und VUB gelegen, gilt als studentisches Szeneviertel und ist ebenso lebhaft wie das multikulturelle Viertel Flagey. Der Umbau seines zentralen Platzes Eugène Flagey hat das Viertel aufgewertet.
Im eher bürgerlichen Kastanienviertel an der Place du Chatelain/Kasteleinsplein findet man überdurchschnittlich viele Restaurants gehobener Klasse, Biolebensmittelläden, Büchereien und Kunstläden. Das Leopoldsviertel und der Bahnhof Brüssel-Luxemburg gehören teilweise zu Ixelles/Elsene, ebenfalls einige der gleich hinter dem Bahnhof stehenden Gebäude des Europäischen Parlaments. Durch seine Nähe zu den Europäischen Institutionen ist Ixelles/Elsene eine beliebte Wohngegend für junge Mitarbeiter und Praktikanten der Institutionen und Verbände geworden.

### Jette
Obwohl das Gemeindegebiet überwiegend städtisch bebaut ist, gibt es einige Wälder und große Parkanlagen (Poelbos, Laarbeekbos, Dielegem, König-Balduin-Park). Am König-Balduin-Park befindet sich das große Heilig-Herz-Kloster. In Jette liegt außerdem die Universitätsklinik der Freien Universität Brüssel, das UZ Brussel, eines der größten Krankenhäuser der Gesamtstadt.

### Koekelberg
Landesweit bekannt ist die auf dem gleichnamigen Hügel stehende Basilique Nationale du Sacré-Cœur, eine der größten Kirchen der Welt. Sie wurde Anfang des 20. Jahrhunderts gebaut und steht am Ende einer monumentalen Straßenachse. Vor der Basilika befindet sich der Elisabethpark.

### Molenbeek-Saint-Jean/Sint-Jans-Molenbeek
Die Gemeinde liegt unmittelbar westlich der Brüsseler Altstadt (Porte de Flandre/Vlaamsepoort), von dieser durch den Charleroi-Kanal getrennt. Hauptstraße der Gemeinde ist die am Flämischen Tor (Porte de Flandre/Vlaamsepoort) beginnende Chaussée de Gand/Gentse Steenweg. Der Rathausplatz ist Fußgängerzone und Mittelpunkt der Gemeinde, die eher wie ein Innenstadtbezirk und nicht wie eine selbständige Kommune wirkt.
Die Bevölkerung von Sint-Jans-Molenbeek hat einen hohen Anteil vor allem marokkanischer Einwanderer. Im Edmond-Machtensstadion trägt der Fußballverein FC Molenbeek Brussels Strombeek seine Heimspiele in der Division 1B aus. Der Verein entstand aus der Fusion der Clubs KFC Strombeek und RWD Molenbeek.

### Saint-Gilles/Sint-Gillis

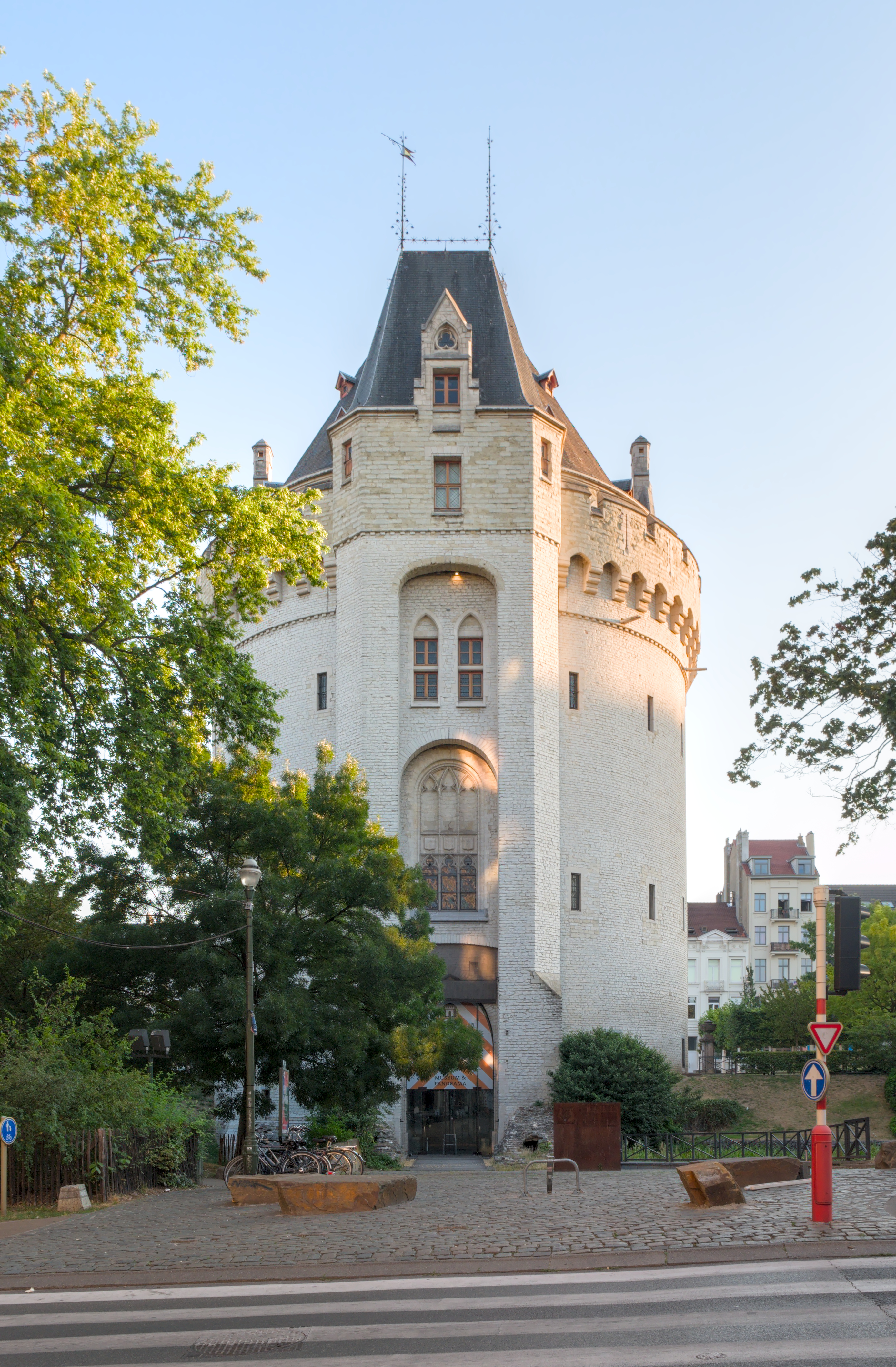
Hallepoort

In Saint-Gilles/Sint-Gillis liegt der Brüsseler Südbahnhof (Gare de Bruxelles-Midi/Brussel-Zuidstation), der wichtigste Bahnhof der Stadt. Am heute noch erhaltenen, jedoch klassizistisch-romantisch weitgehend verfremdeten ehemaligen Stadttor nach Halle (Porte de Hal/Hallepoort) beginnt die Chaussée de Waterloo/Waterloose Steenweg, die Hauptgeschäftsstraße von Saint-Gilles/Sint-Gillis, die in den weltbekannten Vorort im Süden Brüssels führt. Hier steht auch die Kirche, die der Gemeinde den Namen gab. Sehenswert sind weiter das Rathaus und die Jugendstil-Wohnviertel.

### Saint-Josse-ten-Noode/Sint-Joost-ten-Node
In Saint-Josse-ten-Noode/Sint-Joost-ten-Node liegen der von Hochhäusern (darunter ein World Trade Center genanntes) umgebene Brüsseler Nordbahnhof und der Botanische Garten (Le Botanique/Kruidtuin) am Schaarbeeker Tor, zu dem auch ein Kulturzentrum gehört. Die Gemeinde hat Anteil an der repräsentativen Königstraße, die vom königlichen Stadtschloss nach Schaerbeek/Schaarbeek verläuft.
St. Joost-t-N ist gemessen am Durchschnittseinkommen der ansässigen Bevölkerung die ärmste Gemeinde Belgiens. Zudem hat keine andere Gemeinde Belgiens einen so hohen Allochthonenanteil wie St. Joost-t-N. Der Bürgermeister Jean Demannez sagte 2003, dass nur noch 20 % der Bevölkerung einen belgischen Großvater hat. Der offizielle Anteil an Ausländern liegt jedoch bei 33 % (Januar 2008), da die meisten Allochthonen die belgische Staatsbürgerschaft angenommen haben. NPData schätzt den tatsächlichen Allochthonenanteil anhand von Wahlergebnissen auf 98 % (2006).
Sehenswürdigkeiten sind die neobarocke St. Joostkirche von 1865, das Charlier-Museum, der denkmalgeschützte frühere Bahnhof an der Chaussée de Louvain/Leuvensesteenweg von 1885, der heute eine Begegnungsstätte für Jazzmusiker namens Jazz Station beherbergt. In der Gemeinde stand zwischen 1960 und 2001 das sogenannte Rogierzentrum, entworfen durch den Architekten Jacques Cuisenier. Der gigantische Komplex war einst Symbol des Nachkriegsmodernismus, wurde jedoch nach seiner Verwahrlosung abgerissen. Zwischen 2002 und 2006 entstand an derselben Stelle das Hauptquartier der Dexia Bank. Dieses Gebäude erstrahlt nachts in verschiedenen Farben. Teilweise können Passanten per SMS Grußmeldungen an die Häuserwand senden.

### Schaerbeek/Schaarbeek

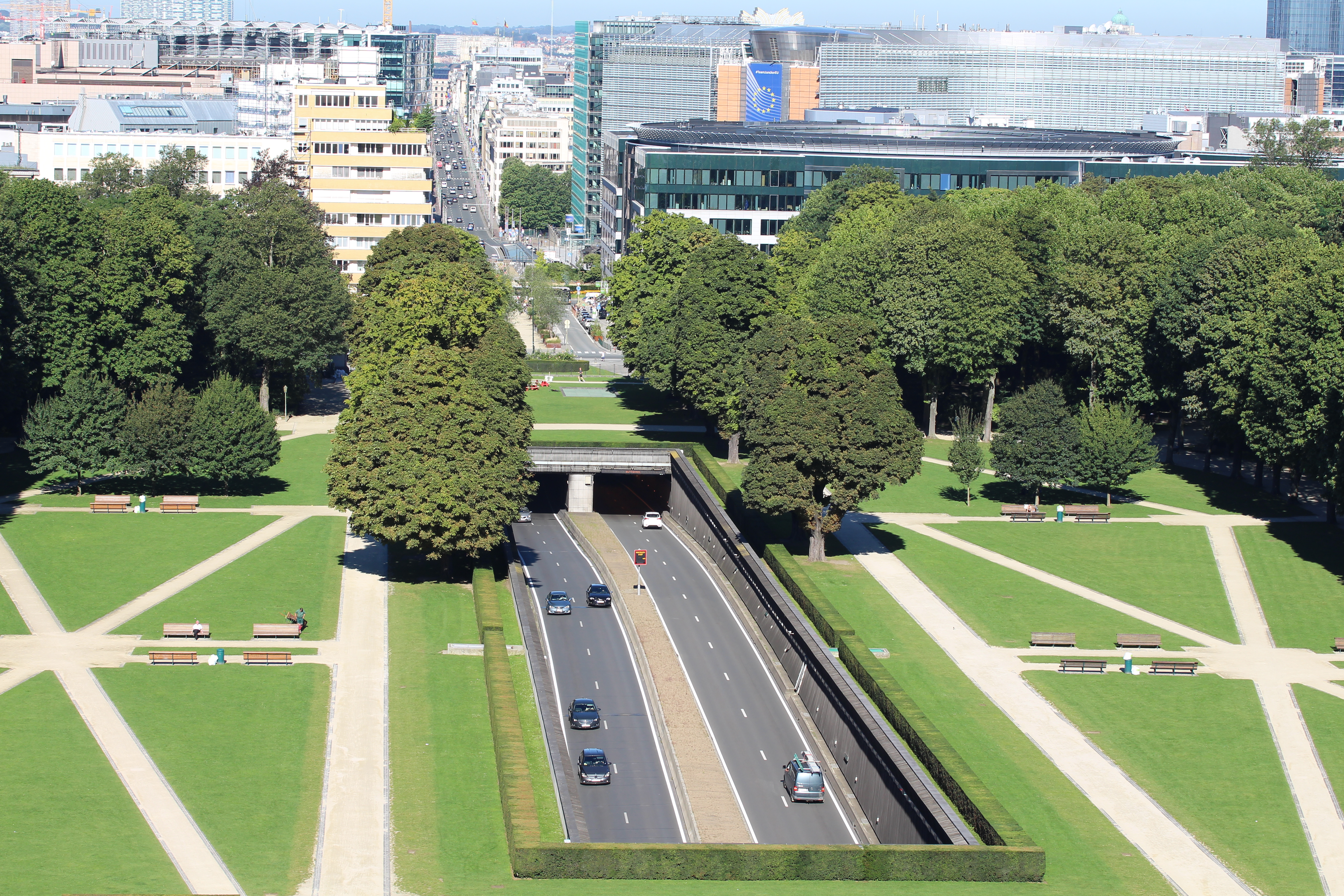
Einer der zahlreichen Tunnel in Brüssel

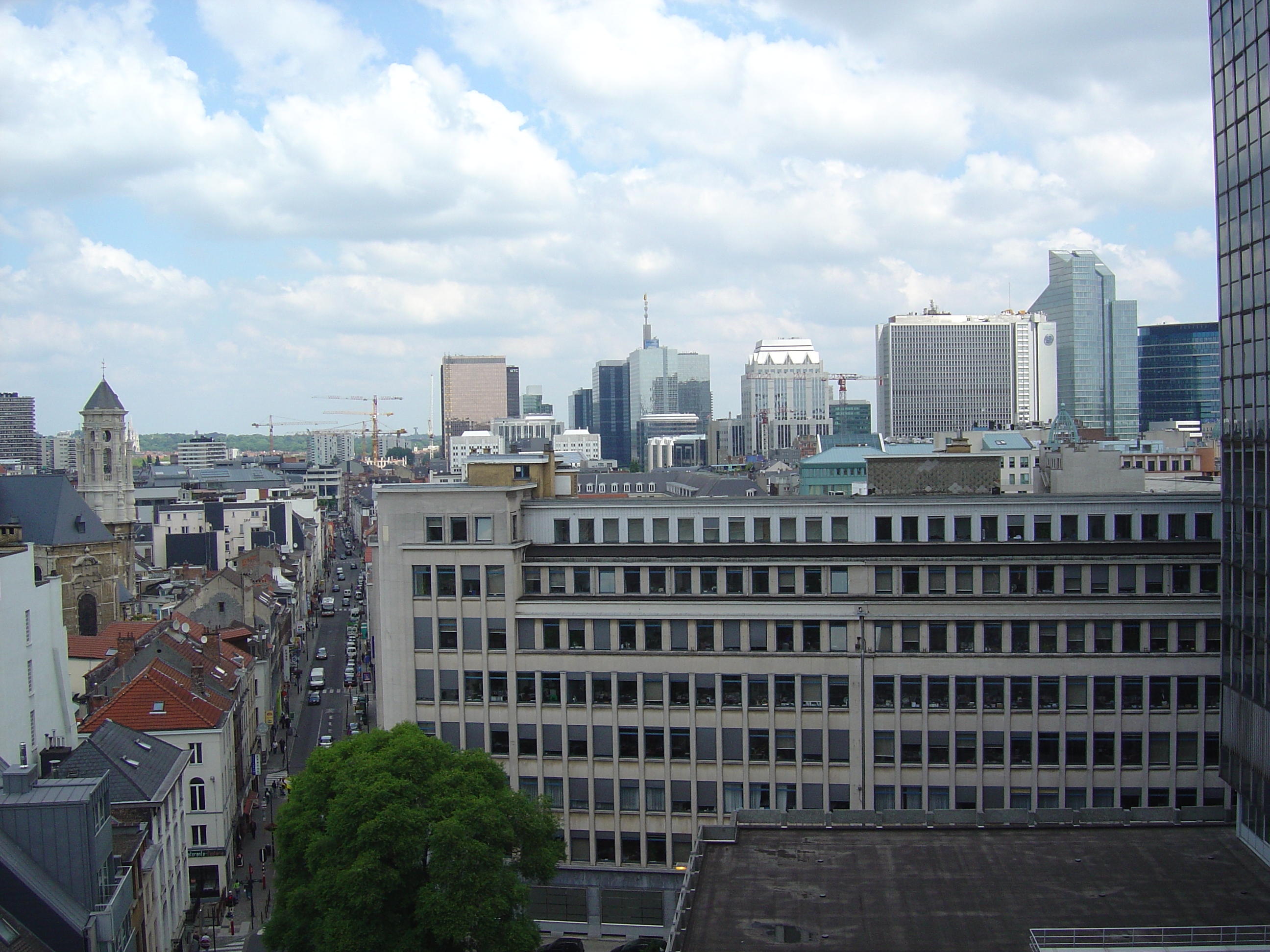
Die typische architektonische Vielfalt Brüssels

Die Geburtsstadt von Jacques Brel ist bekannt für ihre außergewöhnlich gut erhaltenen Jugendstil-Wohnviertel mit herausragenden Bauten wie dem 1893 von Victor Horta gebauten Maison Autrique (Chaussée de Haecht/Haachtsesteenweg). Sehenswert ist der Josaphatpark, eine 1904 angelegte englische Gartenanlage mit Stadion, Spielwiesen, kleinem Zoo, Anlagen für Bogenschießen, Minigolf und vielen künstlerischen Skulpturen aus verschiedenen Epochen. Vom Park aus kann man eine gute Sicht auf Brüssel genießen. Architektonisch interessante Gebäude sind außerdem das Kulturzentrum Les Halles, die Daillykaserne und die romanisch-byzantinische Marienkirche. Der RTBF-Fernsehturm Tour Reyers in Schaarbeek misst 89 Meter.

### Uccle/Ukkel
Die Gemeinde hat Anteil am südlichen Stadtwald, dem Forêt de Soignes/Zoniënwoud, die an ihn angrenzenden Wohngebiete gehören zu den vornehmsten der belgischen Hauptstadt. Hier besitzen viele reiche Persönlichkeiten ihre Villen auf riesigen, teilweise parkähnlichen Grundstücken. Zu den bekannten Einrichtungen in Uccle/Ukkel zählen die Königliche Sternwarte (Observatoire royal de Belgique), das Königliche Meteorologische Institut sowie Einrichtungen der Universität Lüttich.

### Watermael-Boitsfort/Watermaal-Bosvoorde
Die Gemeinde ist ein beliebter Wohnstandort und liegt am Forêt de Soignies/Zoniënwoud, dem Stadtwald im Süden Brüssels.

### Woluwe-Saint-Lambert/Sint-Lambrechts-Woluwe
Woluwe-Saint-Lambert/Sint-Lambrechts-Woluwe ist vorwiegend eine Wohngemeinde mit hohem Ausländeranteil, insbesondere aus EU-Ländern. Im Osten der Gemeinde befindet sich die medizinische Fakultät nebst Universitätsklinik Saint-Luc der Université catholique de Louvain. Viele High-Tech-Unternehmen, Radio und TV-Stationen (z. B. RTL) haben sich in der Gemeinde angesiedelt. Das 2006 eröffnete Wolubillis ist das neue Kulturzentrum der Gemeinde, dessen Theater fast 500 Zuschauern Platz bietet. Einkaufsmöglichkeiten befinden sich in der Avenue Georges Henri/Georges Henrilaan und im Woluwe Shopping Centre.
Einige der Hauptachsen der Gemeinde sind nach berühmten belgischen Staatsmännern benannt, so z. B. nach Broqueville und Hymans. Die Linkedemühle (Lindekemale) am Woluwebach, erstmals erwähnt 1129, ist eine besondere Sehenswürdigkeit der Gemeinde, ebenso wie das neoklassizistische Malouschloss 1776 und der Spatzenhof Hof ter Musschen nahe dem Bach. Die romanische St. Lambertikirche mit Turm aus dem 12. Jahrhundert und das im Art-déco-Stil der 1930er Jahre gebaute Gemeindehaus sind weitere architektonische Besonderheiten.

### Woluwe-Saint-Pierre/Sint-Pieters-Woluwe
Mit dem Woluwepark besitzt die Gemeinde eine der größten Grünanlagen in ganz Brüssel. An der Avenue de Tervueren/Tervurenlaan befindet sich das Brüsseler Museum für Stadtverkehr, eine Sammlung alter Straßenbahnen. Für die deutschsprachige Bevölkerung der Region Brüssel bestehen zwei Kirchen, eine evangelische und eine römisch-katholische, in diesem Ort, der damit das kulturelle Zentrum der Deutschen in Brüssel ist.

## Kultur und Sehenswürdigkeiten

### Sehenswürdigkeiten

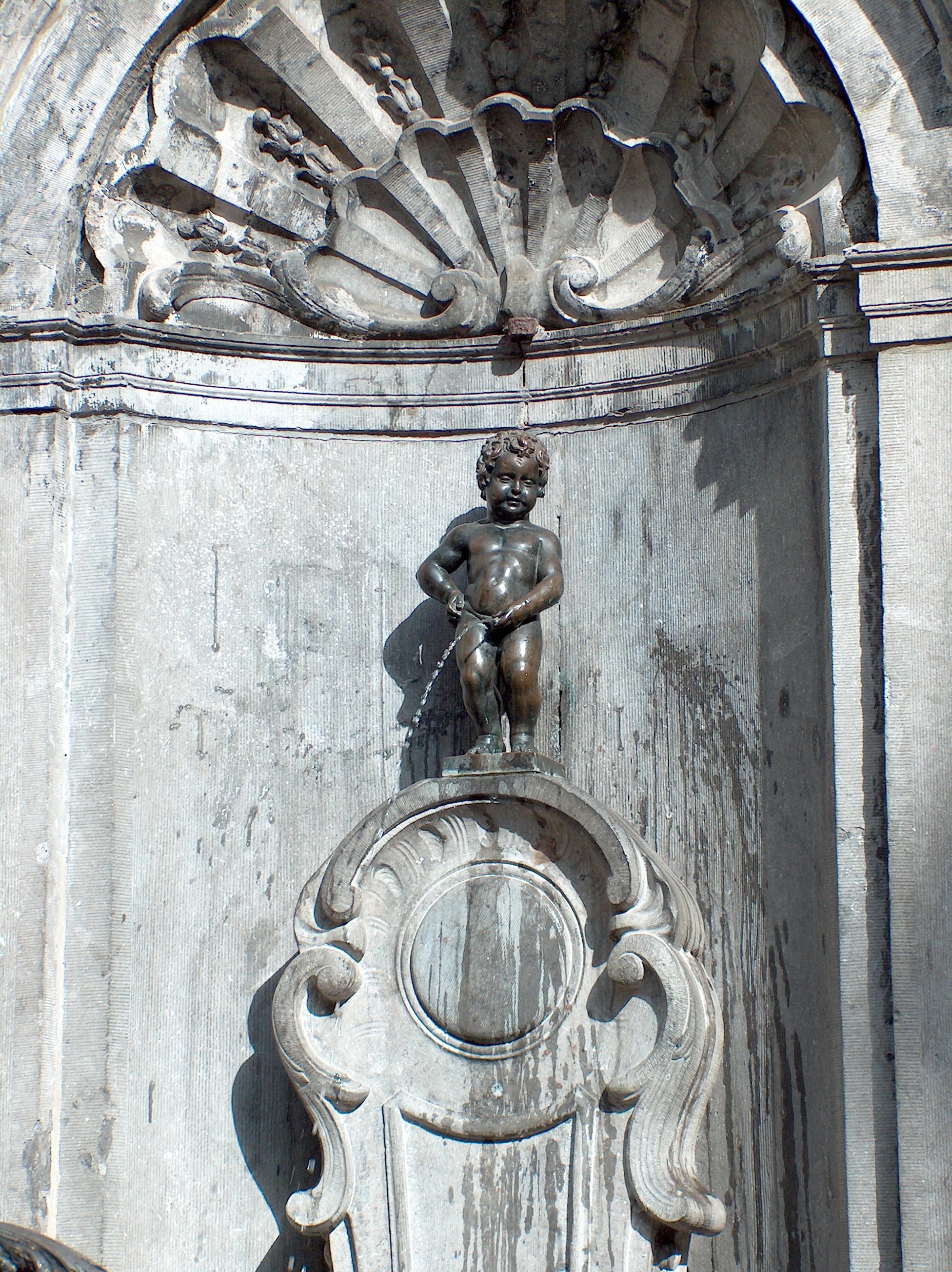
Manneken Pis

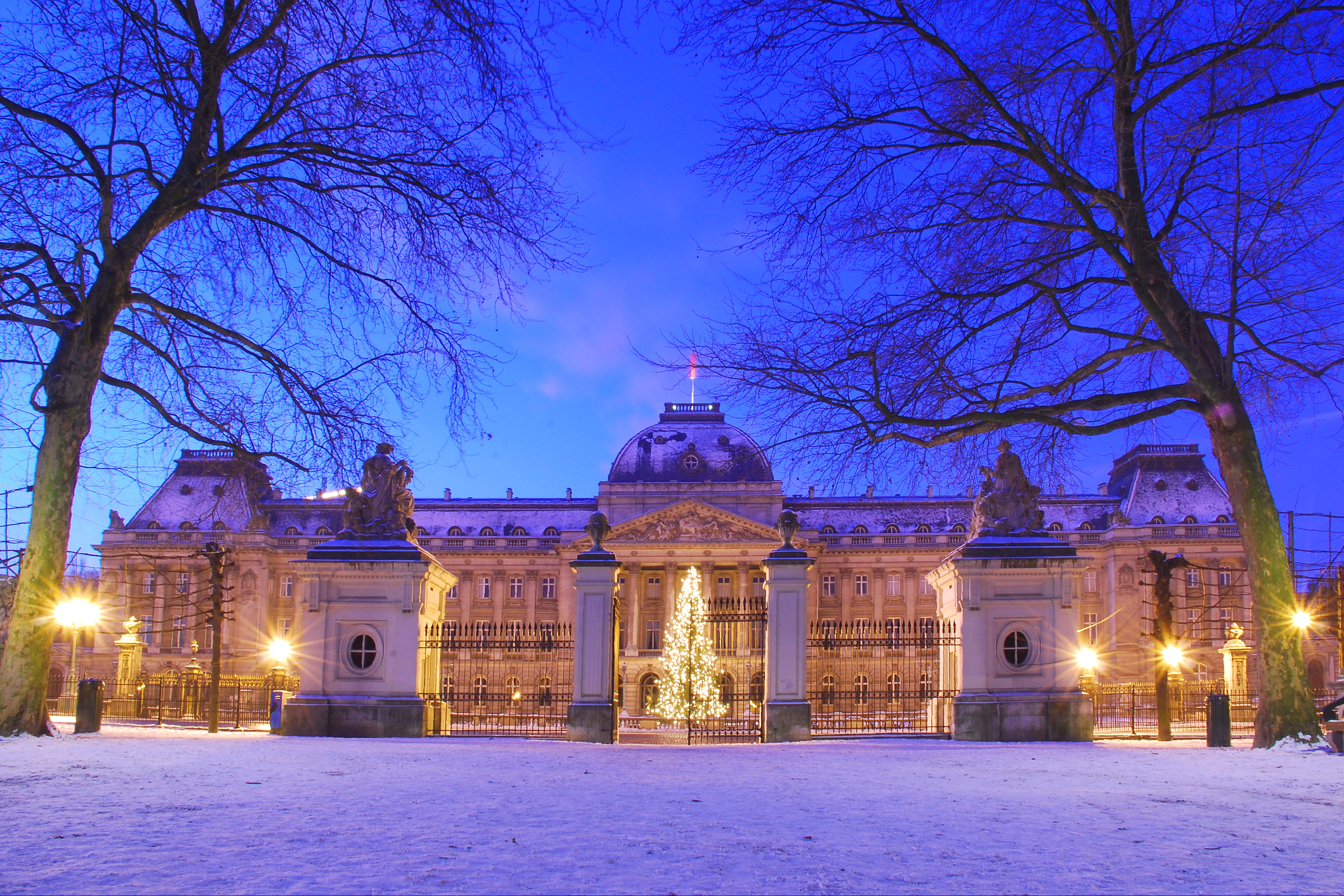
Der Königliche Palast

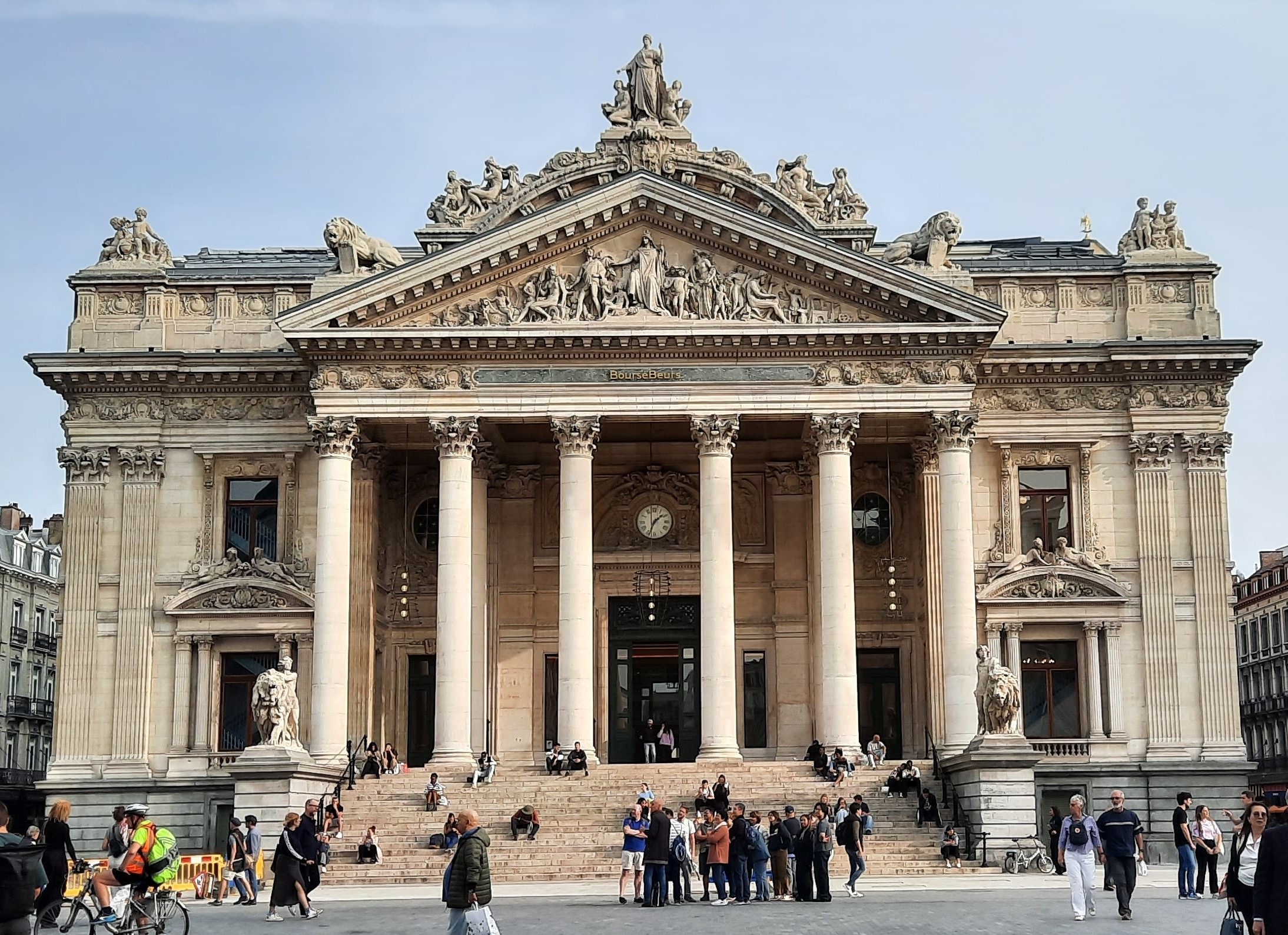
Die Brüsseler Börse

Zu den Hauptsehenswürdigkeiten der Stadt Brüssel zählen
- Grand-Place, die seit 1988 in der Liste des Weltkulturerbes der UNESCO steht, mit dem gotischen Rathaus und den Ständehäusern im alten Zentrum (siehe Panorama-Ansicht oben)
- Atomium in Laeken/Laken, das Wahrzeichen der Weltausstellung von 1958
- Mini-Europa, Parkanlage direkt unterhalb des Atomiums, in der Modelle von berühmten europäischen Wahrzeichen im Maßstab 1:25 ausgestellt sind
- Königliche Galerie Saint Hubert, eine der ältesten überdachten Einkaufspassagen Europas
- Manneken Pis, eine 60 Zentimeter hohe Bronzefigur in der Altstadt
- Triumphbogen im Jubelpark (siehe Panorama-Ansicht oben)
- Königlicher Palast
- Schloss Laeken (Palais Royal) mit Park und großen Gewächshäusern
- Kathedrale St. Michael und St. Gudula
- Börse und Börsenplatz
- Kunstberg
- Botanischer Garten (Jardin botanique)
- Justizpalast
- Gebäude der EU im Europaviertel, ursprünglich Leopold-Viertel

Die Art-déco-Basilika Sacré-Cœur befindet sich auf dem Gebiet der Brüsseler Gemeinde Koekelberg.
Das König-Baudouin-Stadion, ehemals Heysel-Stadion, ist eine Konzert- und Wettkampfstätte mit 50.000 Sitzplätzen. Hier ereignete sich 1985 die Katastrophe von Heysel mit 39 Toten und über 400 zum Teil Schwerverletzten: Englische Hooligans fielen über italienische Fußballfans her und lösten eine Massenpanik aus.

### Kultur

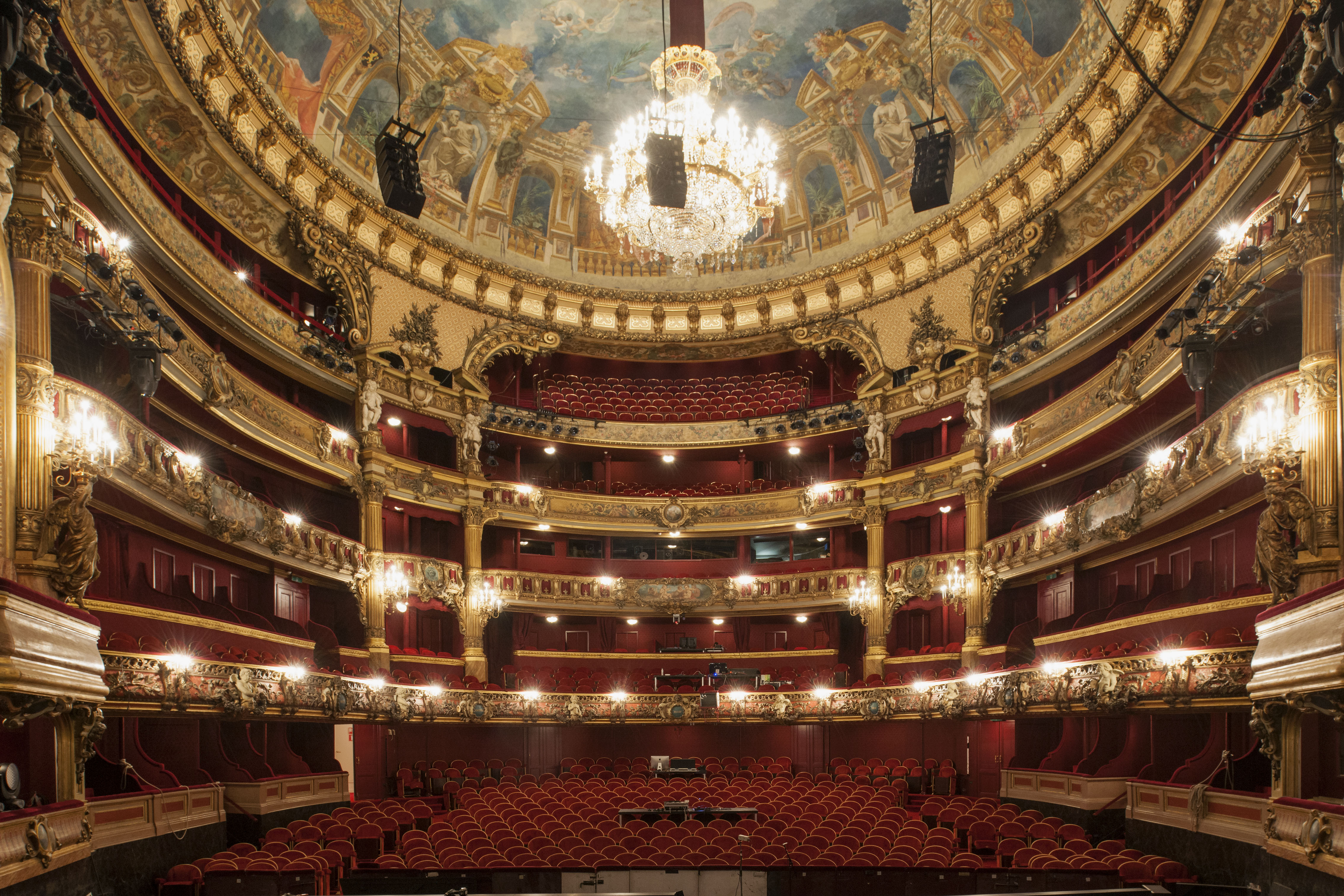
Das Opernhaus La Monnaie

Zum großen Kulturangebot Brüssels gehören viele Theater sowie das Opernhaus La Monnaie und Museen aller Art – von den Königlichen Museen der Schönen Künste über das Militärmuseum bis zum Comicmuseum und dem Jüdischen Museum von Belgien. Brüssel verfügt ebenfalls über ein großes Musikangebot von Musikbars über Konzerthallen bis hin zu Technoclubs.
Die Haupthäuser der Gemälde- und Skulpturensammlungen der Königlichen Museen der Schönen Künste befinden sich am Kunstberg, darunter das Museum für Alte Kunst, das Museum für Moderne Kunst, das Fin-de-Siècle Museum sowie das dem belgischen Maler des Surrealismus René Magritte gewidmete Magritte Museum. Die Sammlungen umfassen über 20.000 Gemälde, Zeichnungen und Skulpturen vom 15. bis zum 21. Jahrhundert, u. a. von flämischen Künstlern wie Pieter Bruegel, Peter Paul Rubens oder Jacob Jordaens. Die Sammlung des Musikinstrumentenmuseums umfasst etwa 8000 Instrumente. Das BELvue Museum befasst sich mit der Gegenwart und der Vergangenheit Belgiens, während sich das Stadtmuseum am Grand-Place der Entwicklung von Brüssel von der Gründung bis heute widmet. Das Horta Museum zeigt Leben und Wirken des belgischen Jugendstil-Architekten Victor Horta sowie zahlreiche Objekte seiner Zeit.
Das Museum für Naturwissenschaften beherbergt u. a. eine umfangreiche Sammlung von Dinosauriern. Im Jubelpark befinden sich das Musée Royal de l’Armée, das Musée Art et Histoire der Königlichen Museen für Kunst und Geschichte mit prähistorischen, islamischen, ägyptischen, griechischen und römischen Sammlungen sowie die Autoworld mit einer Ausstellung über die Entwicklung der belgischen Automobilindustrie und einer umfangreichen Oldtimer-Sammlung. Die Fernöstlichen Museen mit chinesischen und japanischen Sammlungen befinden sich in Laken. Im Jahr 2016 eröffnete mit dem MIMA ein neues Museum für zeitgenössische Kunst. Seit 2017 öffnet das Haus der Europäischen Geschichte im Leopoldpark seine Türen.
Wechselnde Ausstellungen, Lesungen, Theater- und Tanzvorführungen zeigt das BOZAR.

### Kunst

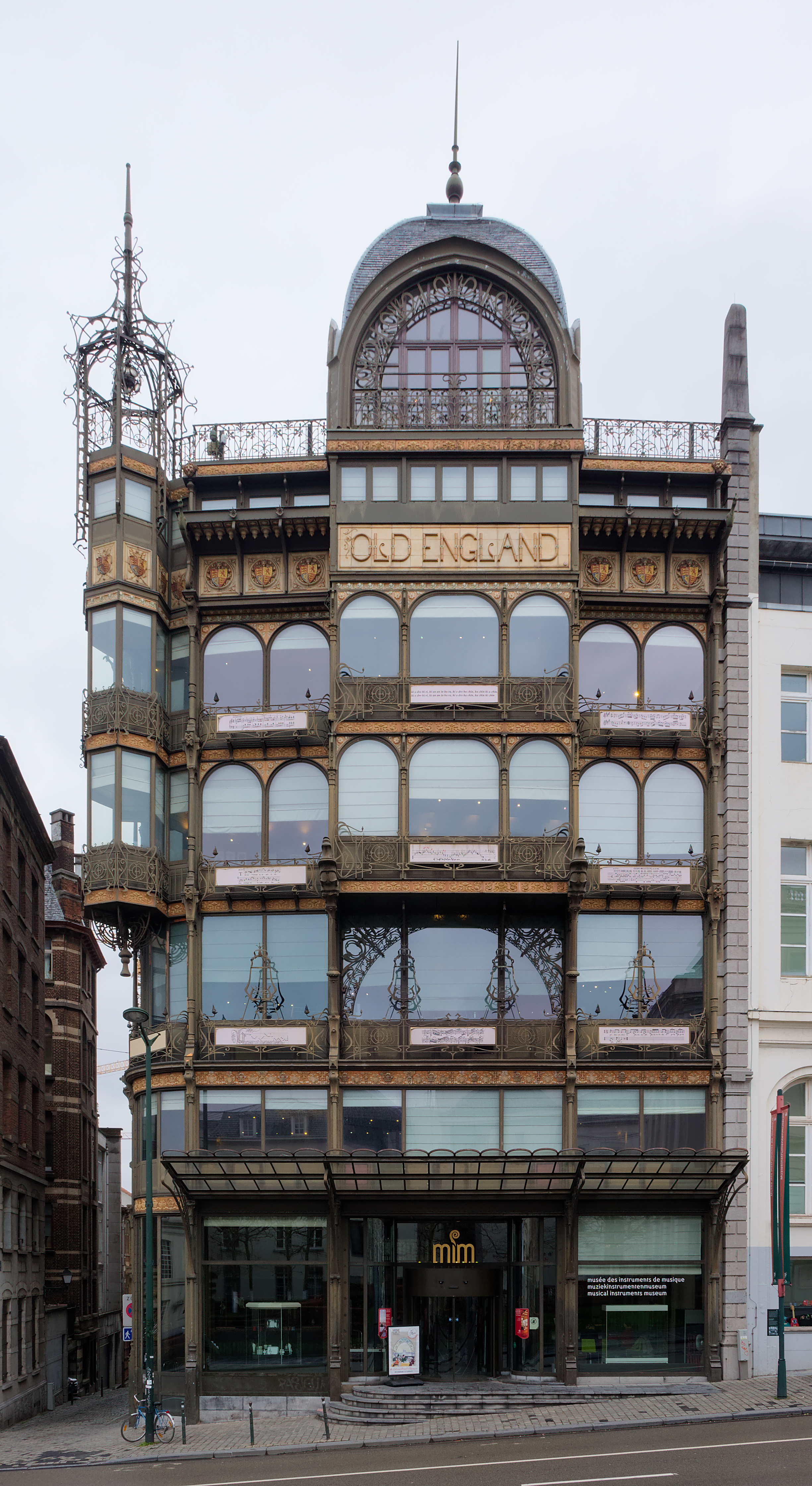
Das Jugendstil-Gebäude des Musikinstrumentemuseums

Das Stadtbild im Zentrum wird von flämischen Bürgerhäusern geprägt. Im Straßenbild besonders auffällig ist der Jugendstil, zum Beispiel in den Bauten des Brüsseler Architekten Victor Horta. In der Blütezeit des Jugendstils schossen in Brüssel neue Vorstädte aus dem Boden. Die Architektur der Viertel Schaerbeek, Etterbeek, Elsene und Saint-Gilles ist besonders sehenswert. Ein weiteres Beispiel des Brüsseler Jugendstils ist das in der Avenue de Tervueren 281 gelegene Palais Stoclet vom Wiener Architekten Josef Hoffmann. Die modernen Gebäude im Quartier Leopold oder Espace Nord runden das Bild ab.
In der Stadt gibt es von jeher eine große Künstlerszene. Der berühmte belgische Surrealist René Magritte verbrachte hier die längste Zeit seines Lebens. Heute kann man das Haus, in dem er rund die Hälfte seiner Bilder malte, besichtigen (René Magritte Museum) und ganz in die surrealistische Welt des Malers eintauchen.
Brüssel gilt aber auch als Hauptstadt des Comics: In Deutschland am bekanntesten sind Lucky Luke, Tim und Struppi, Cubitus, Gaston und das Marsupilami. Im Rahmen des Parcours BD wurden graue Häuserwände quer durch die Stadt mit riesigen Bildern belgischer Comic-Helden bemalt. Außerdem wurden Metrostationen von Künstlern gestaltet. Im Centre Belge de la Bande Dessinée verbinden sich zwei künstlerische Leitmotive Brüssels, denn dieses nationale Comicmuseum ist im ehemaligen, 1906 errichteten und ebenfalls von Victor Horta entworfenen Jugendstil-Kaufhaus Waucquez untergebracht.
Daneben beschäftigt sich zudem das Museum of original figurines mit europäischen und amerikanischen Comichelden.

### Gastronomie

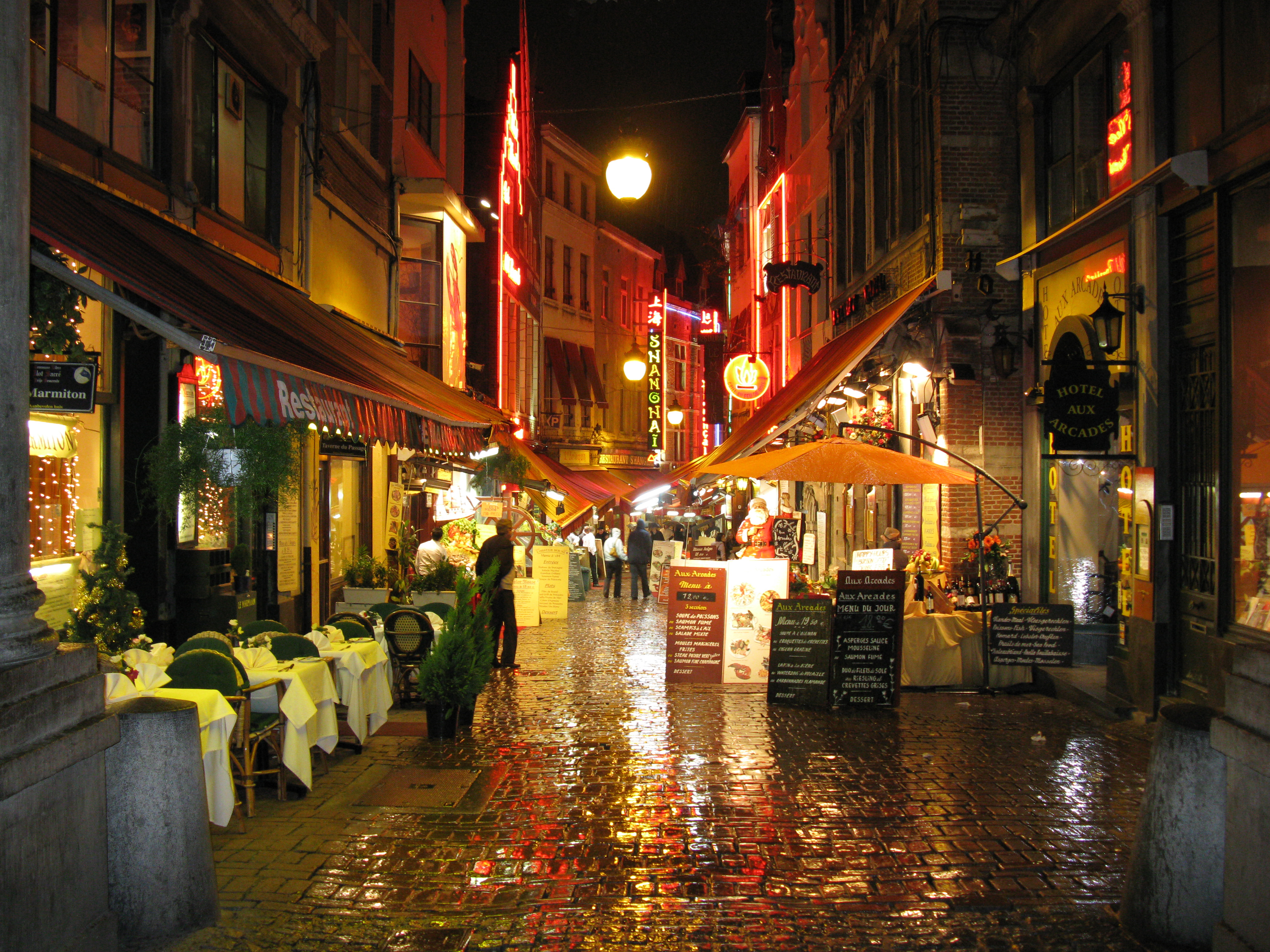
Rue des Bouchers, die „Fressgasse“

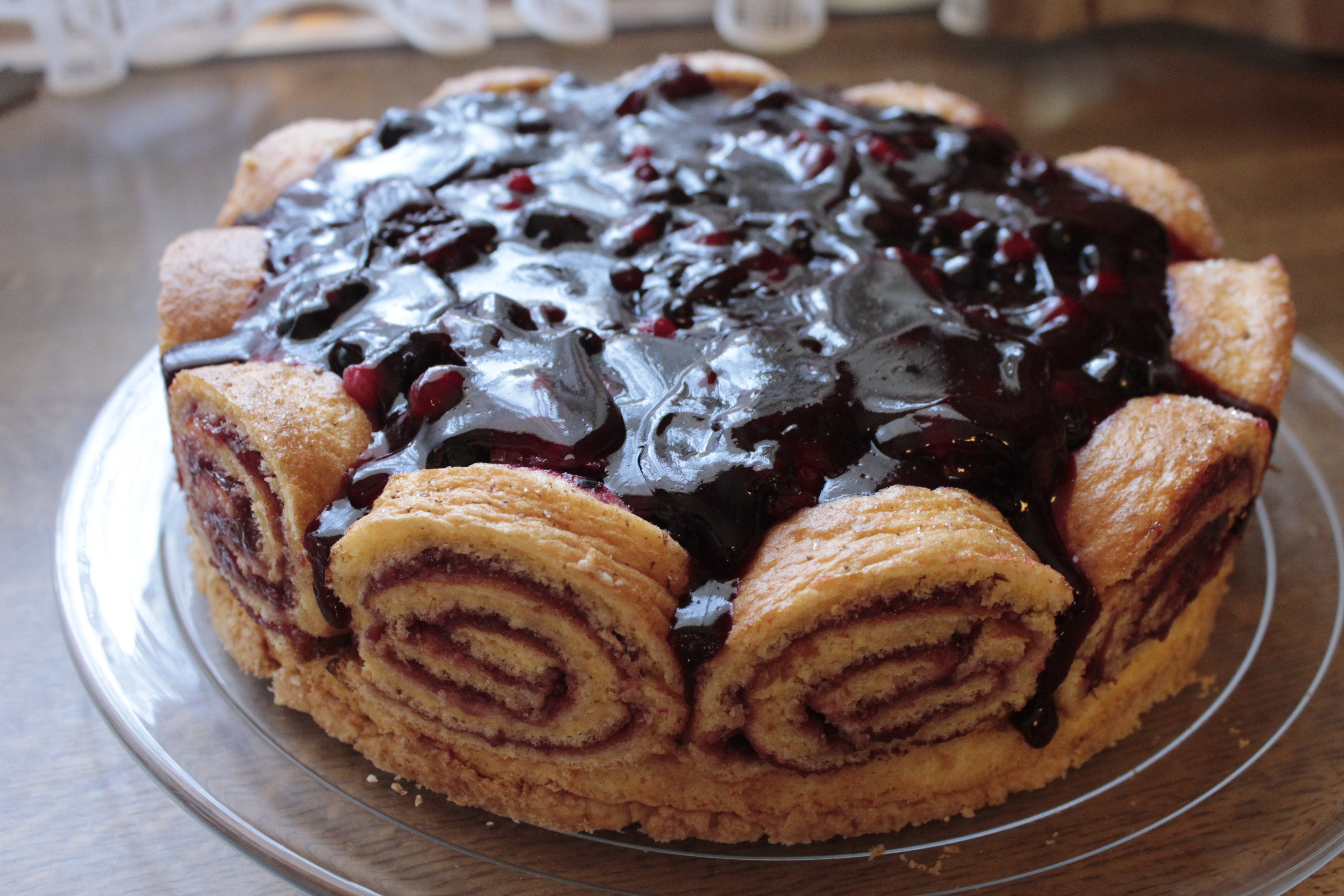
Brüsseler Torte

Das gastronomische Angebot umfasst rund 1800 Gaststätten mit einer Vielzahl hochklassiger Lokale. Neben den klassischen Restaurants gibt es eine unüberschaubare Anzahl von Cafés, Bistros sowie das übliche Angebot internationaler Fastfood-Ketten. Die Cafés ähneln eher Kneipen mit einem Bier- und kleinem Speisenangebot, Kaffeehäuser im deutschen Verständnis sind die Salons de Thé. Ebenfalls weit verbreitet sind die Brasserien, die meistens eine große Anzahl Biersorten und typische nationale Gerichte anbieten.
Sowohl Pommes frites als auch Waffeln werden in Brüssel auch an Straßenständen verkauft. Die bekannten belgischen Biersorten wie Hoegaarden, Jupiler, Stella Artois, die Brüsseler Bierspezialität Geuze und das Kirschbier Kriek sind überall in der Stadt erhältlich.
Die belgische Küche zeichnet sich durch die Verbindung der französischen Küche mit der eher deftigen flämischen Küche aus. Kulinarische Spezialitäten Brüssels sind besonders Belgische Waffeln (Gaufres) und Miesmuscheln (meist als „Moules-frites“ mit Pommes frites serviert). Die „Brüsseler Torte“ wurde nach der Hauptstadt benannt – eine aufwendige Torte mit zweierlei Böden, Biskuitrollen-Rand und cremiger Beerensahne in der Mitte. Die Stadt ist eine Hochburg der Schokoladen- und Pralinen-Hersteller mit Traditionsunternehmen wie Leonidas, Godiva oder Neuhaus.

### Sport

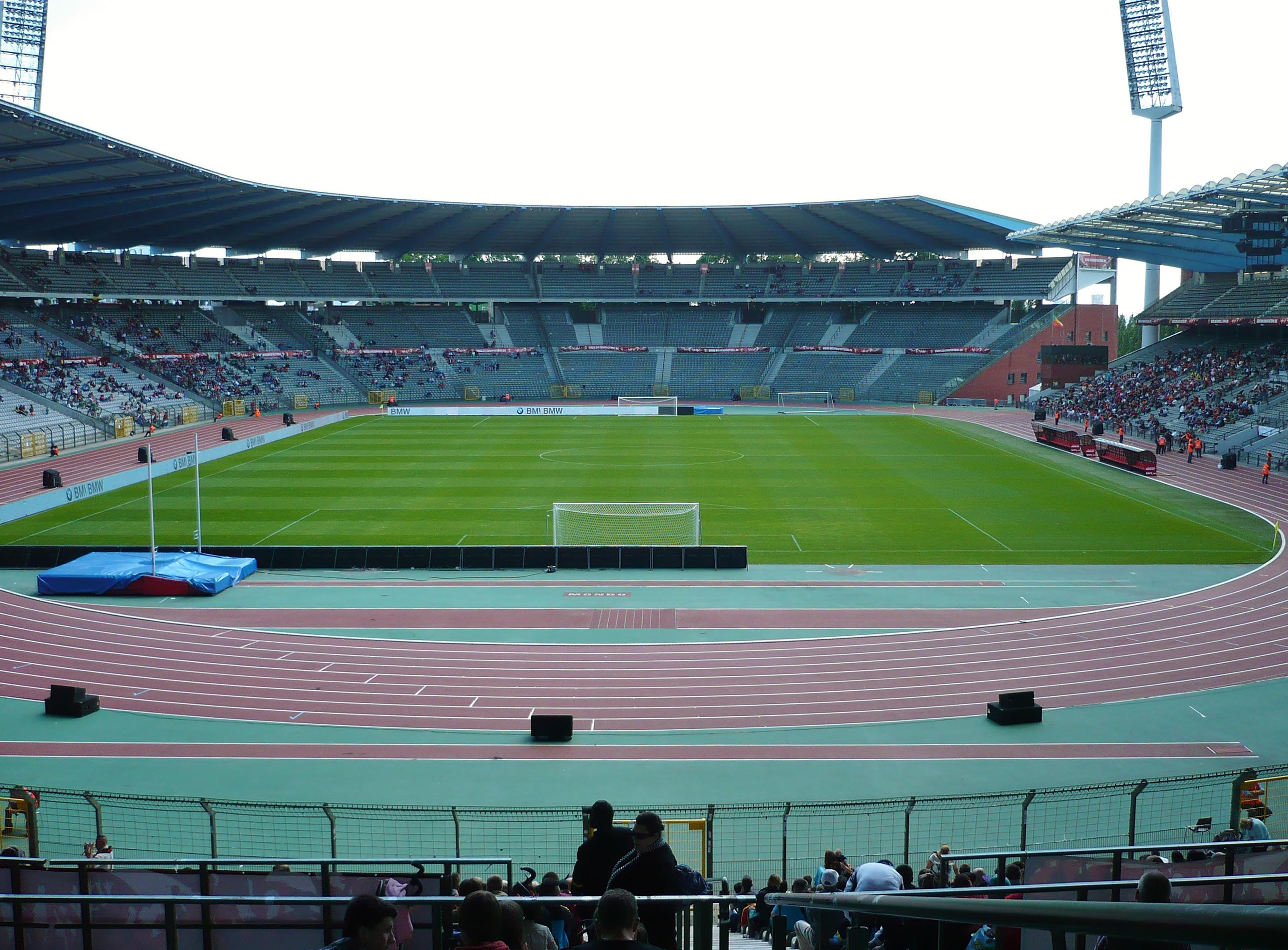
Das König-Baudouin-Stadion

In Brüssel befindet sich mit dem König-Baudouin-Stadion das größte Stadion Belgiens, das unter anderem einer der Austragungsorte bei der Fußball-Europameisterschaft 2000 war.
International bekannt ist der Fußballverein RSC Anderlecht, Rekordmeister Belgiens und mehrmaliger Europapokal-Sieger. Der Verein trägt seine Spiele im Lotto Park aus, die mehr als 21.500 Plätze bietet.
Die belgische Rugby-Union-Nationalmannschaft trägt ihre Heimspiele im Brüsseler Nelson-Mandela-Stadion aus, in dem sich auch der Sitz des Verbandes Belgium Rugby befindet.